# Catedrales de España
Este artículo trata de la construcción y del valor arquitectónico de las catedrales, con independencia de su consideración eclesiástica.

En España la Iglesia católica está organizada en provincias eclesiásticas, y éstas a su vez en diócesis (en color claro en el mapa). En cada provincia eclesiástica existe una diócesis predominante, llamada archidiócesis (en color oscuro). Cada diócesis o archidiócesis está dirigida por un obispo o arzobispo respectivamente.

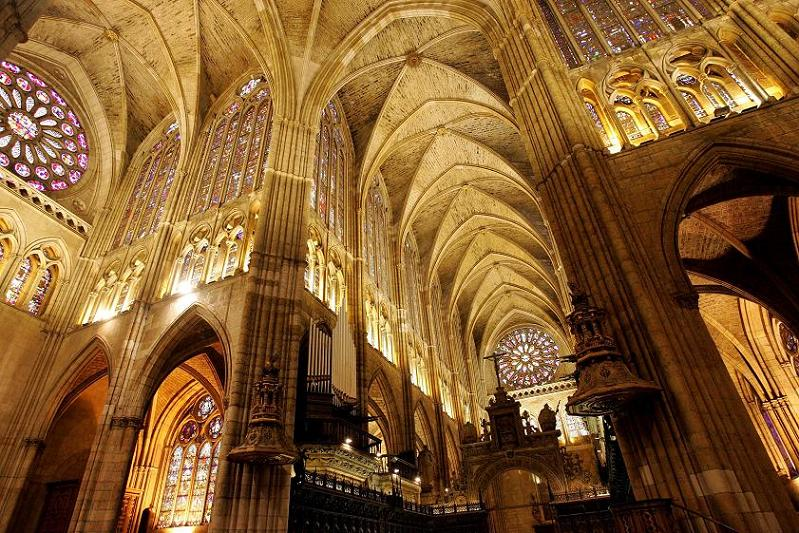
Vidrieras e interior de la Catedral de León.

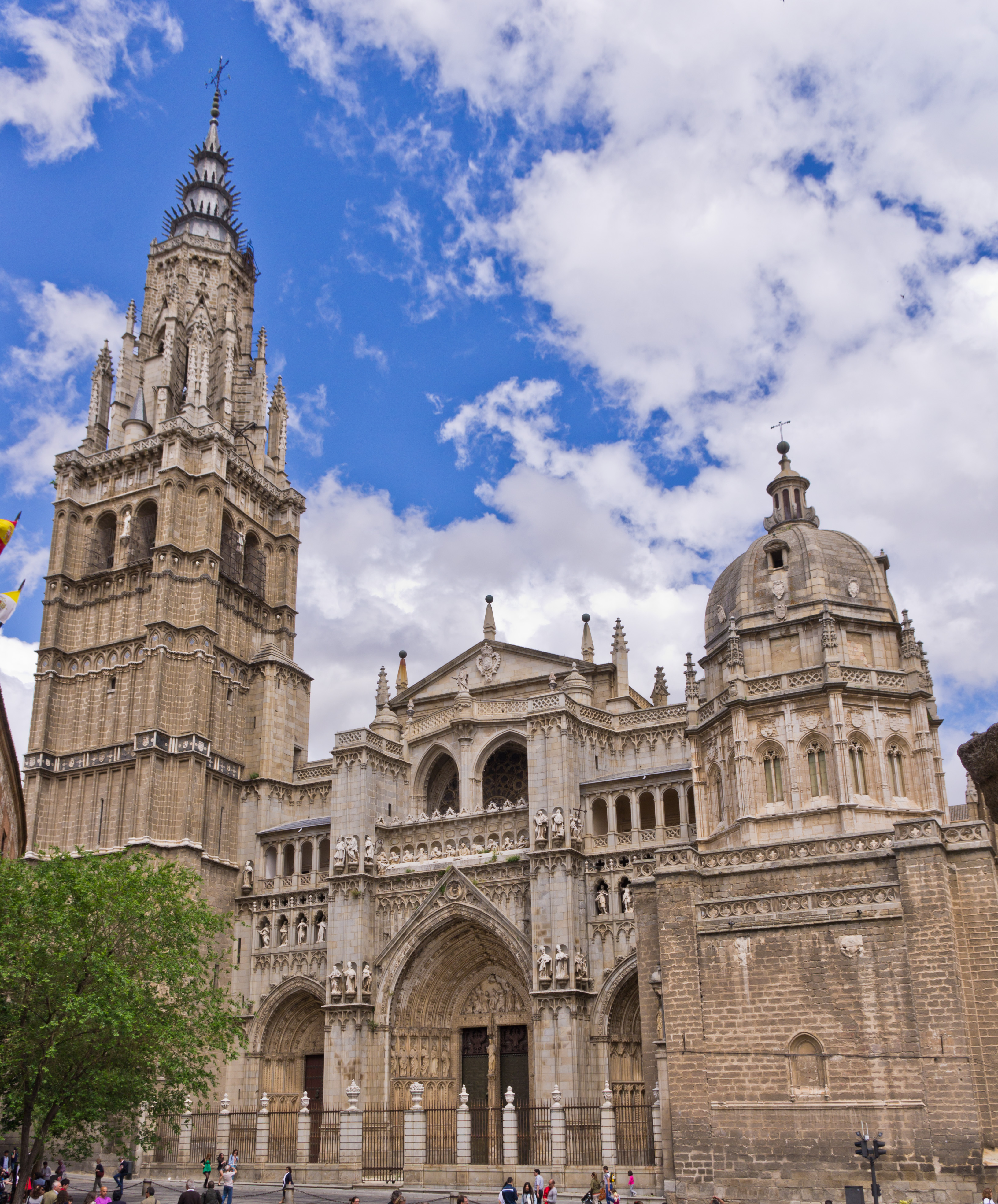
Fachada principal de la Catedral de Toledo.

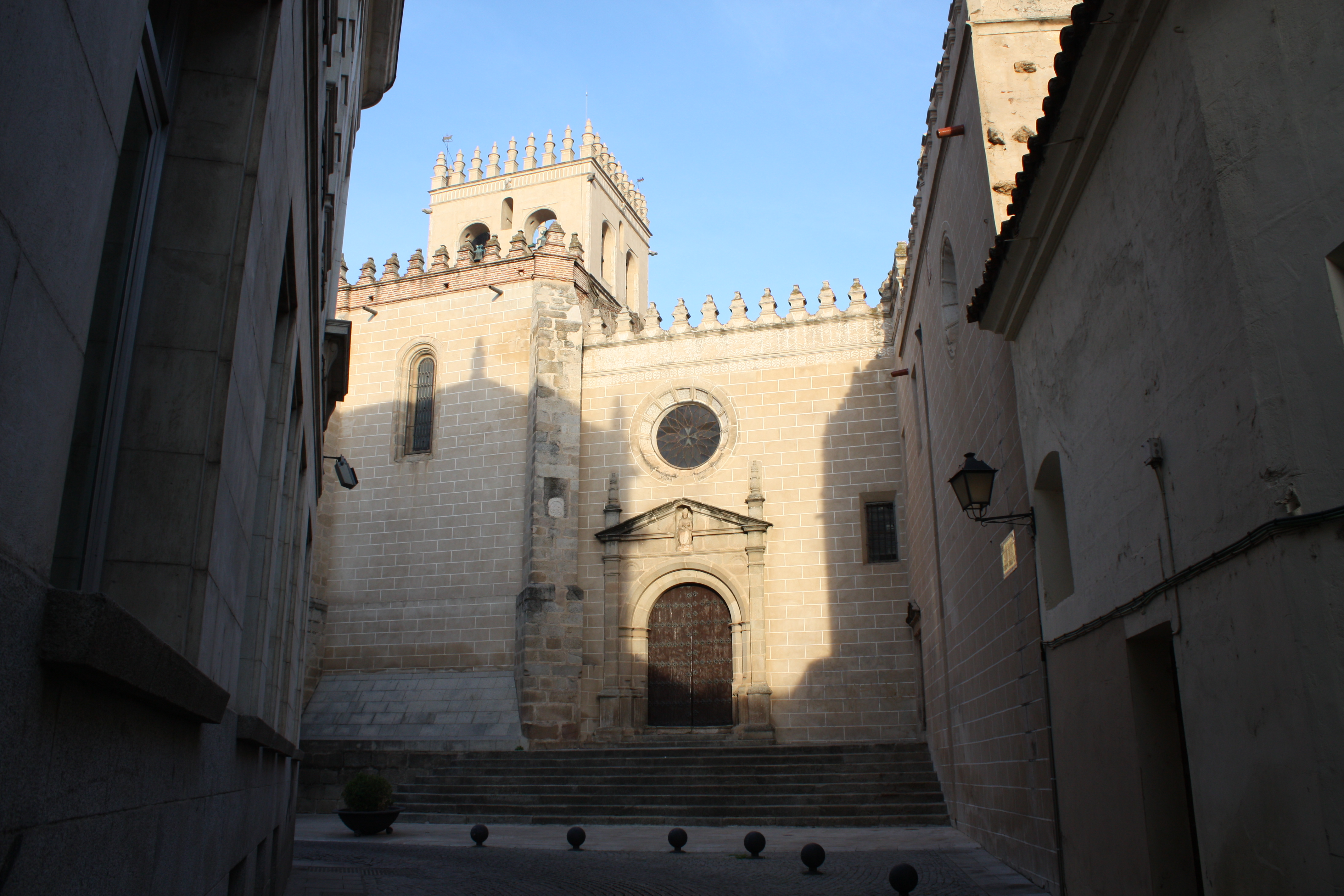
Catedral Metropolitana de la ciudad de Badajoz, ejemplo de catedral-fortaleza, única en su género y época.

Las catedrales de España son los templos católicos donde el obispo diocesano tiene su sede, su cátedra, y que están situados en territorio español. Son parte del Patrimonio Histórico Español y poseen gran valor histórico, religioso y arquitectónico. Durante siglos, conformaron las ciudades convirtiéndose en su referente. Así se señala en el Plan Nacional de Catedrales que pretende proteger y conservar 96 templos, entre catedrales, concatedrales, antiguas catedrales y una iglesia significativa: la basílica de la Sagrada Familia de Barcelona.
Estos templos tienen grandes dimensiones y precisaron enormes recursos para su construcción. Habitualmente su edificación se extendió a varios siglos, por lo que suelen ser el resultado de distintas épocas y estilos arquitectónicos.
El comienzo de la construcción se hacía por la cabecera del templo y se consagraba el altar mayor para la celebración del culto. Después se continuaba con el crucero y las naves. Así los estilos más tardíos (barroco y neoclásico) se desarrollaron con la edificación muy avanzada, y dada la necesidad de mantener el estilo arquitectónico del proyecto primitivo, los arquitectos de los estilos tardíos las ampliaron diseñando estancias completas y fachadas nuevas, para proyectar con mayor libertad y sin condicionantes.
La construcción se financiaba bien con recursos de la diócesis a través del cabildo, o con recursos del obispo, o con aportaciones reales o con donaciones de los fieles. Por tanto a mayor diócesis y más significación de la ciudad correspondía habitualmente una catedral más importante.

## Historia

### Hispania visigoda

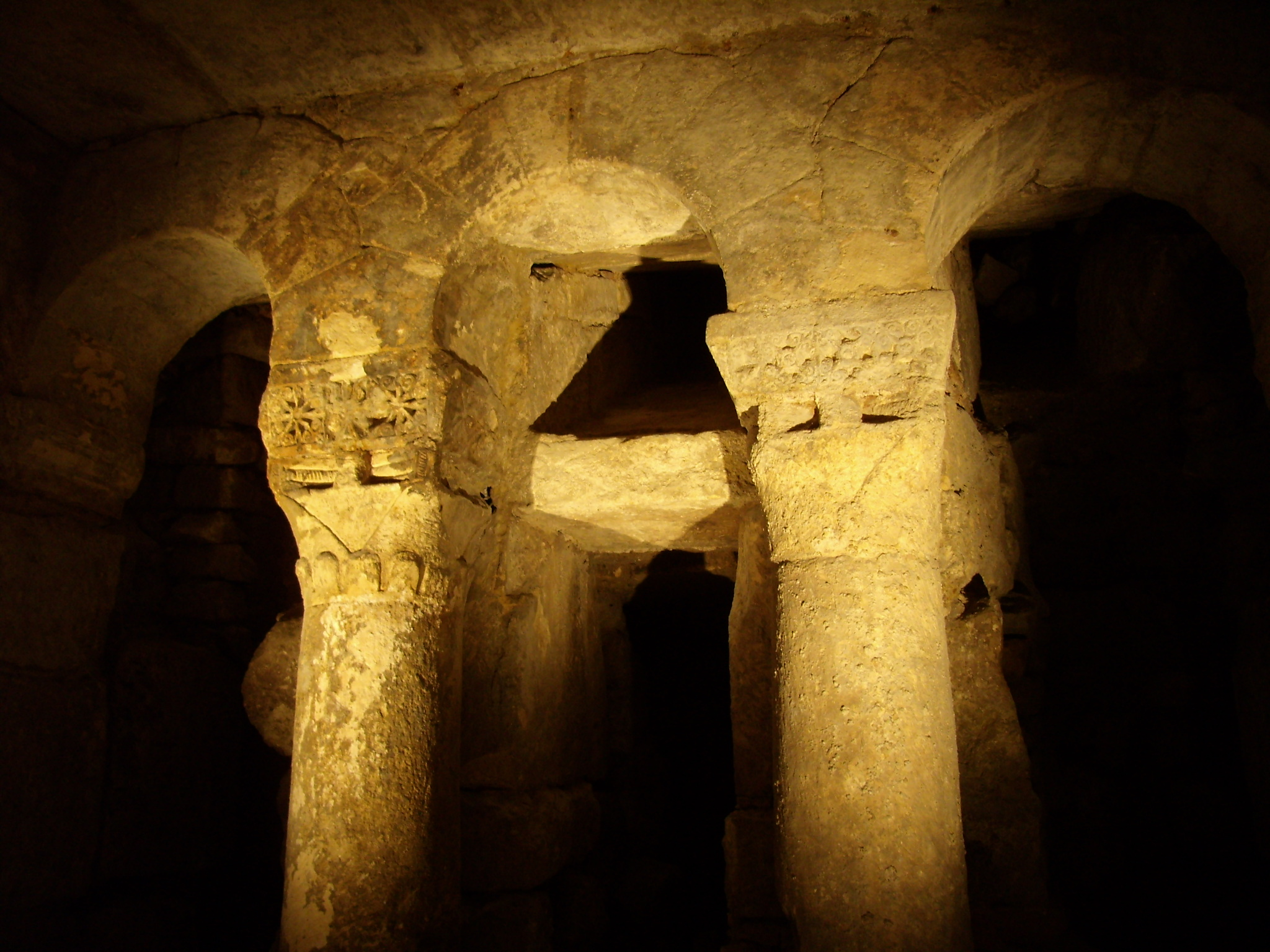
Restos visigodos en la Cripta de San Antolín (Catedral de Palencia)

El Cristianismo se asentó muy pronto en Hispania: da testimonio una carta de Pablo a los Romanos en la que expresa su deseo de predicar en este lugar. Hacia el año 300 la Iglesia ya estaba organizada, celebrándose un concilio en Elvira (Granada). Más tarde, los visigodos mantienen la fe arriana, en un principio sin grandes enfrentamientos con los cristianos ortodoxos, hasta los Concilios de Toledo y la conversión de Recaredo en el 587. Este proceso, no sin altibajos, lleva a la unificación de ambas confesiones.
Durante este periodo se construyó toda una infraestructura eclesiástica de iglesias y catedrales, de las que hoy día apenas se conservan restos ya que, como era costumbre, sus mismos materiales se utilizaban cuando posteriormente se construía una iglesia o una mezquita. Algunos edificios que tomaron materiales de iglesias visigodas fueron la antigua Catedral de Barcelona de estilo gótico, la Mezquita de Córdoba o la Catedral de Badajoz. La Concatedral de Mérida es heredera de la antigua Iglesia Visigoda de Santa María de Jerusalén, Catedral Metropolitana de Augusta Emerita. Incluso la Catedral de Palencia tiene su origen en la cripta de San Antolín y hoy día aún se conservan restos visigodos en el fondo de la misma. De mención especial es la Catedral de Roda de Isábena.

### Los reinos cristianos: El Románico

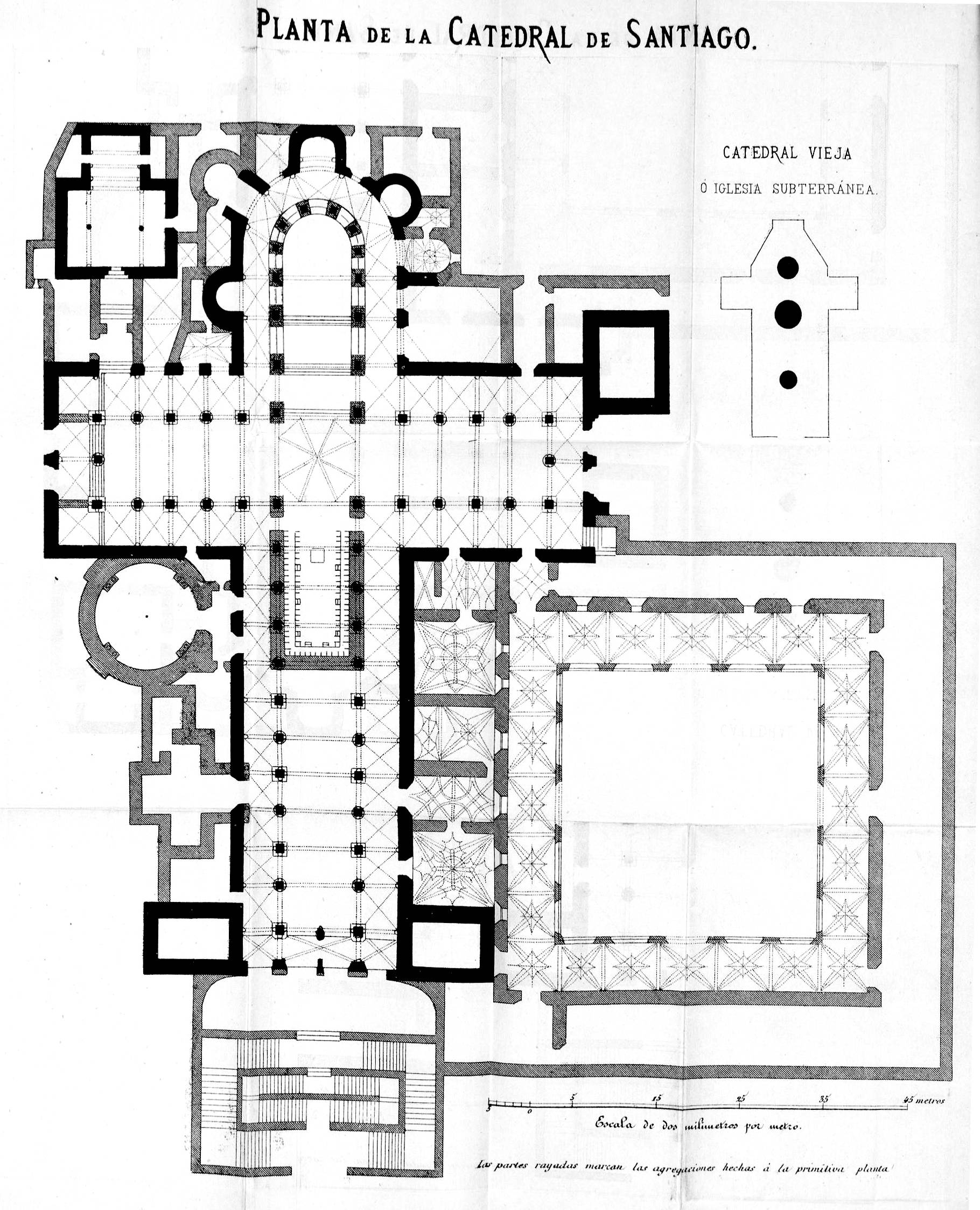
Planta románica de la Catedral de Santiago de Compostela. Pertenece al modelo de gran iglesia de peregrinación. Construida, entre otros, por el Maestro Bernardo el Viejo, el Maestro Esteban y el Maestro Mateo.

Con la rápida conquista musulmana de la península ibérica (710-718), los reinos cristianos quedaron reducidos a una estrecha franja en las cornisas cantábrica y pirenaica. La aparición de la arquitectura románica en España coincidió con las primeras victorias importantes de la Reconquista.
El descubrimiento de los supuestos restos del apóstol Santiago, a principios del siglo IX, provocó que Santiago de Compostela se convirtiera en un centro importantísimo de peregrinaje en Europa en los siglos X y XI, y a través del camino penetró la cultura arquitectónica europea del románico, especialmente de influencia francesa.
En Santiago de Compostela se construyó un santuario, que fue uno de los más imponentes edificios de su época, para albergar las reliquias del apóstol. Sus artistas constructores fueron francos y la crearon en un periodo corto, comenzando en 1075/1078 y concluyéndose en su primera fase en 1122. Esta catedral es la más importante de las románicas que se conservan.
El templo tiene tres naves con muros de dos pisos, pilares cruciformes con arcos fajones y bóveda de cañón en la nave central, y en las dos laterales con bóveda de arista, crucero, girola y capillas absidales. La única fachada románica que se conserva es la de Platerías, construida por el Maestro de Platerías en 1103. Los peregrinos entraban por la puerta Norte como símbolo de lo negro y salían ya purificados por la puerta Sur de Platerías, como símbolo de lo blanco. En escultura, destaca el Pórtico de la Gloria, obra cumbre de la escultura románica concluida por el Maestro Mateo en 1188.
|  |  |  |

España, durante el período de arquitectura románica, estaba formada por los reinos cristianos de León, Castilla, Navarra y Aragón en la mitad norte, mientras que los árabes dominaban la mitad sur. En consecuencia, sólo hay arquitectura románica en la mitad norte del país.

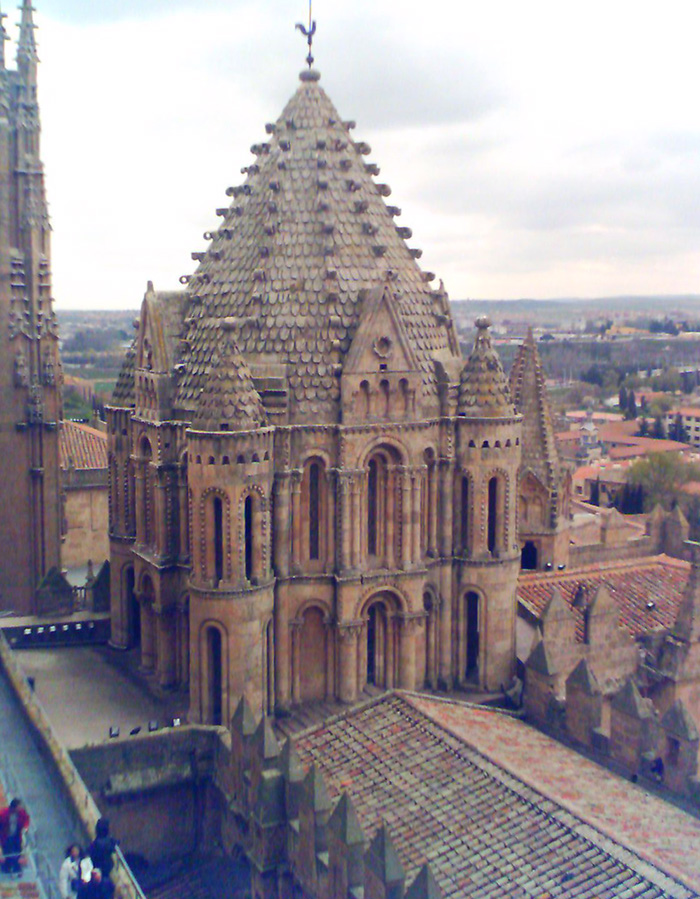
Exterior del cimborrio románico de la Catedral Vieja de Salamanca, conocido como la torre del gallo.

De las catedrales construidas en la reconquista cristiana sólo quedan algunas, completas muy pocas y fragmentadas las más. De las románicas, la mayoría fueron terminadas o en parte reconstruidas en el período gótico. Sobresalen de este período, además de Santiago, Seo de Urgel, Jaca, Tarragona, Tuy, Orense, Lugo, Zamora, la vieja de Salamanca y Ciudad Rodrigo. Normalmente tienen planta de cruz latina con 1 o 3 naves, crucero, cúpula, ábsides (1,3 o raramente 5), claustro, torre, bóveda de cañón o de arista, contrafuertes exteriores y capiteles de flora o historiados.
La catedral de Jaca se puede considerar el primer edificio románico del Camino de Santiago; en su construcción trabajaron maestros italianos y se fija en el último cuarto del siglo XI. Consta de tres naves alternando columnas y pilares según las características de la arquitectura lombarda. Es importante la decoración en portadas y capiteles.

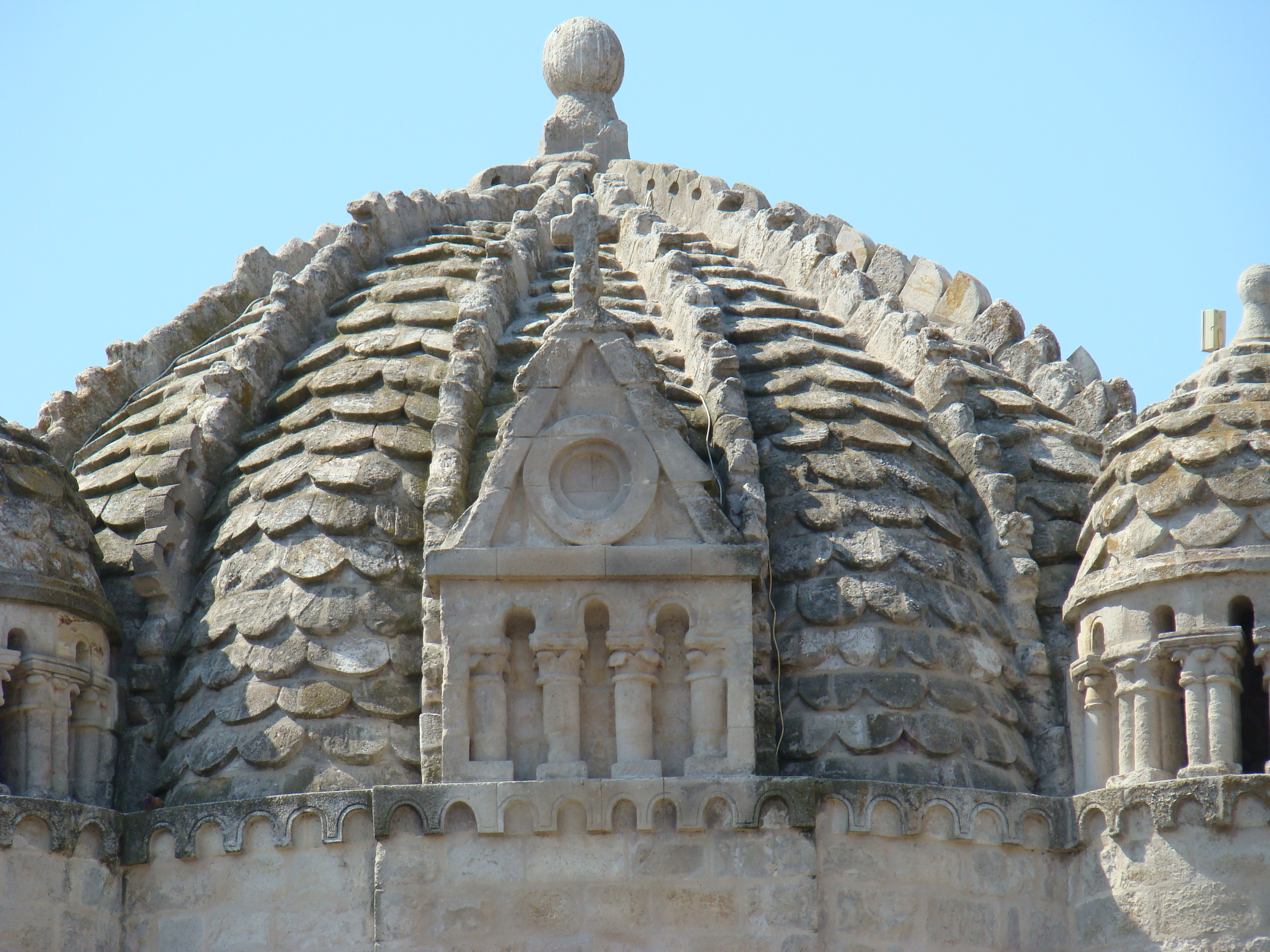
Cimborrio románico gallonado en piedra de la Catedral de Zamora.

 En la zona sur del reino de León se desarrolló una tendencia regional en las catedrales de Zamora y Salamanca (vieja), así como en la colegiata de Toro, observándose una emancipación de las formas que predominaban en León. Existen coincidencias importantes en las plantas y en los arcos fajones, pero sobre todo en los cimborrios, unas torres linterna que se disponían en el nacimiento de las cúpulas. Las tres torres linterna de estas iglesias, con su forma característica, forman un caso excepcional en el románico español y solo se construyeron otras similares en la ciudad portuguesa de Évora y en la Capilla de San Pablo de la catedral Vieja de Plasencia. Quizás la influencia provenga de Poitou en Francia, donde hay edificios con alguna similitud (Notre Dame de Poitiers).
En Cataluña, las obras principales del románico tardío son la catedral de Lérida y la de Tarragona. En la fecha de construcción de ambas, en el siglo XIII, en Francia ya se construían las grandes catedrales del gótico, presentando claras afinidades con el gótico francés; sin embargo, la distribución de espacios interiores se asemeja a Zamora y Salamanca.
Varios templos de los citados tienen bóveda protogótica, correspondiente al inicio del gótico, con arcos apuntados muy abiertos, tendiendo al triángulo equilátero, del periodo de los monasterios cistercienses. En este caso está Zamora, Salamanca, Ciudad Rodrigo y Tarragona.

### La Reconquista: El Mudéjar

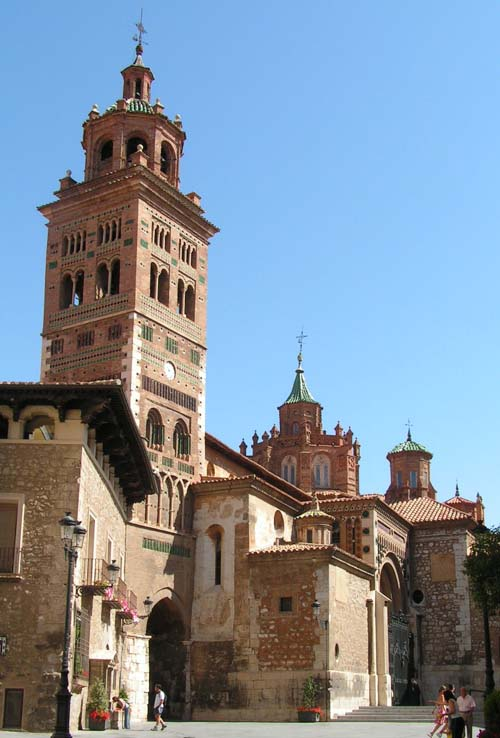
Torre de la Catedral de Teruel, mudéjar aragonés.

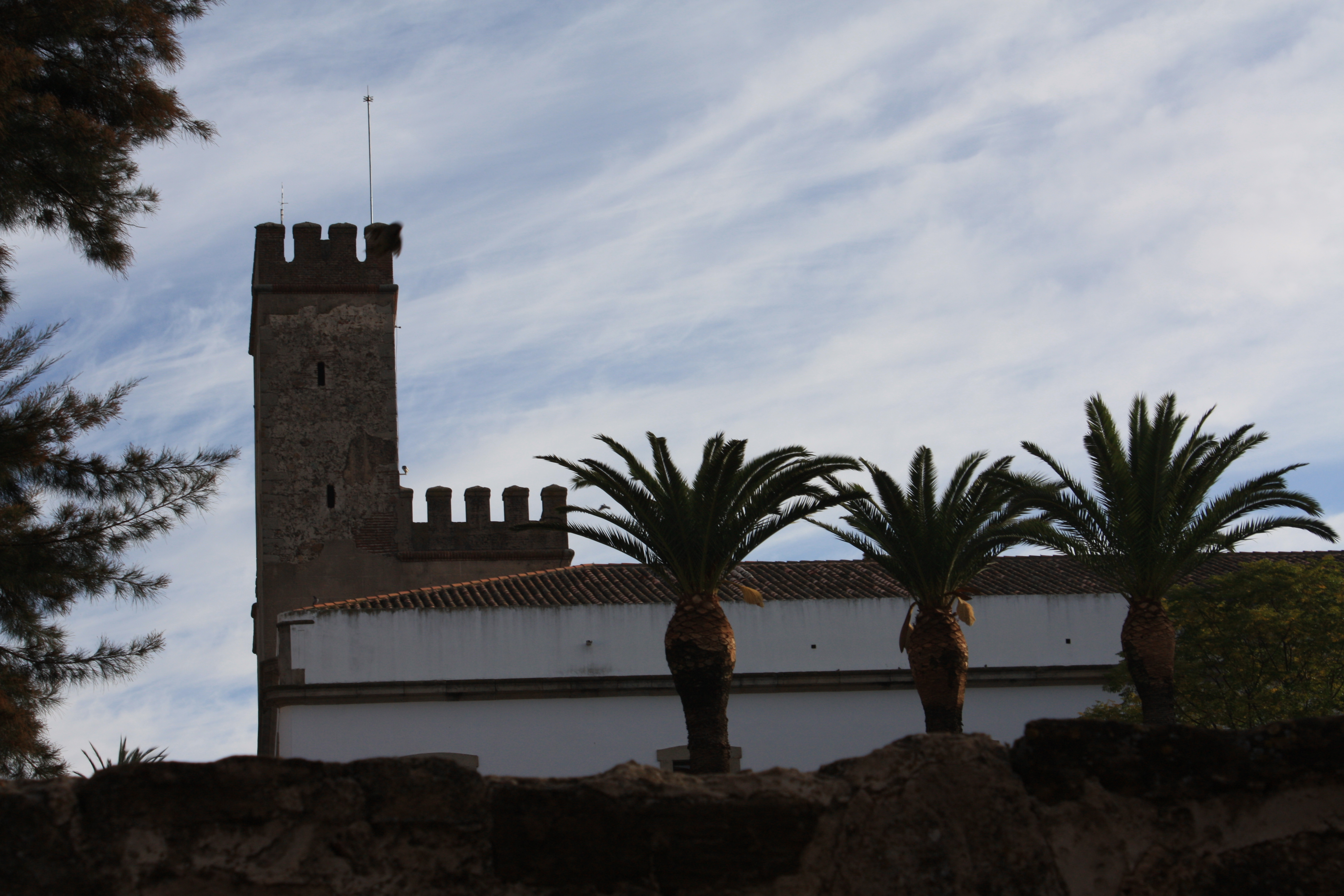
Torre de la Mezquita-catedral de Badajoz.

Con la llamada Reconquista se produce uno de los fenómenos nativos más importantes del arte español, el surgimiento del arte mudéjar. La palabra mudéjar proviene del árabe مدجّن (mudaǧǧan) y significa "al que le ha sido permitido quedarse", refiriéndose a los musulmanes que continuaron viviendo en los reinos cristianos cuando sus tierras pasaron al control de estos.
El arte mudéjar comienza su desarrollo a partir del siglo XII. Su constitución se llevó a cabo mediante la fusión de elementos del arte islámico con los del cristiano, bien fuese este el románico, con el que coincidió su nacimiento, el gótico, o incluso el del Renacimiento, hasta el cual se extendió.
El nacimiento del mudéjar puede situarse en Castilla y León, a partir del románico, constituyendo el llamado mudéjar castellano. A pesar de que este estilo tuvo un ámbito de desarrollo bastante popular, también llegaron muestras a edificios religiosos de importancia. Tal es el caso de la torre noroeste de la Catedral de La Magdalena de Getafe, reminiscencia de un templo anterior; la Concatedral de Santa María de Guadalajara o algunos elementos Catedral de Santa María de Sigüenza, como la Puerta de San Valero o la Capilla de la Anunciación. Con el avance cristiano hacia el sur, nace el llamado mudéjar toledano, con un carácter aún más arábigo. Puede apreciarse este estilo en ciertas partes de la Catedral de Santa María de Toledo (Capilla de San Eugenio, Sala Capitular y algunos elementos de la torre).
Otro foco del arte mudéjar se localizó en el Reino de Aragón, constituyendo el llamado mudéjar aragonés. Se diferencia de la variante castellano leonesa en algunos rasgos característicos, como son una mayor decoración exterior, mayor influencia de la arquitectura cisterciense, empleo de cerámica vidriada y los característicos campanarios que recuerdan el estilo alminar. Alguno de los mejores ejemplos de esta vertiente son la Catedral de Tarazona, algunos elementos de la Catedral del Salvador de Zaragoza (fachada de la Parroquieta de San Miguel, ábsides y cimborrio) o la Catedral de Santa María de Teruel, que está considerada uno de los mejores ejemplos del mudéjar en España.
En Teruel trabajó el moro zaragozano Maestre Yusuf e interesa especialmente por su sólida torre, que fue modelo en su género, así como por su cimborrio del siglo XVI, versión renacentista del mudéjar, e inspirado en el de la catedral de Zaragoza.

### La Baja Edad Media: El Gótico

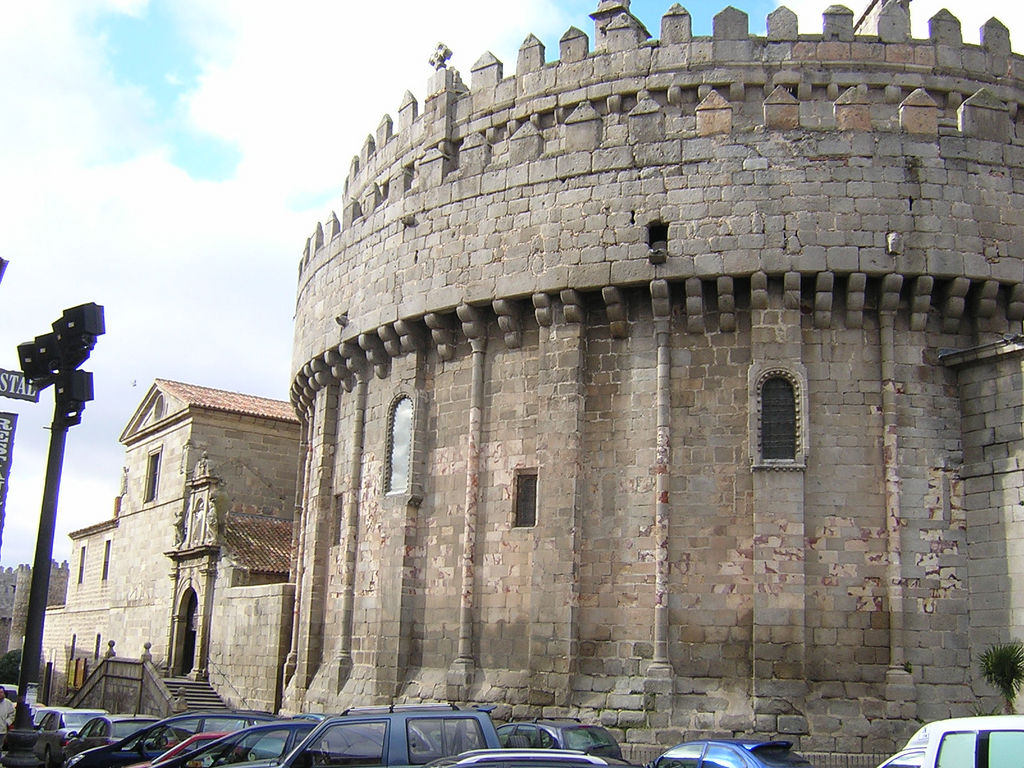
Ábside almenado de la Catedral del Salvador de Ávila que formaba parte de la muralla, porque al invadir el ábside la muralla se decidió fortificar el ábside en vez de hacer una iglesia más pequeña.

El período gótico tuvo una larga vigencia en España desde mediados del siglo XII hasta el XVI. España, en el siglo XIV, estaba constituida por gran cantidad de reinos cristianos: Castilla, Navarra, mientras que los reinos de Aragón y Valencia, el
principado de Cataluña y el Reino de Mallorca formaban la Corona de Aragón. El Islam, desde el siglo XIV, solo disponía del Reino de Granada. A partir de la anexión de Navarra en 1516, se puede hablar de un único estado en España con una política común, aunque los reinos interiores siguieron manteniendo sus prerrogativas.
El gótico llegó tempranamente a España desde Francia por el Camino de Santiago. En la zona de influencia del camino se combinaron los nuevos elementos franceses con las formas tradicionales españolas sin llegarse, como en otros países, a una variante española del gótico, pues el interés de los monarcas hispanos por la cultura francesa supuso asumir sus innovaciones arquitectónicas, manteniendo la influencia francesa.
Sobre 1170, se comenzó el ambicioso proyecto de la catedral de Ávila, con una doble girola, disposición que únicamente tenía en toda Europa Saint-Denis, mausoleo de los monarcas franceses. La catedral de Ávila es considerada, así pues, como la primera de estilo gótico en España.

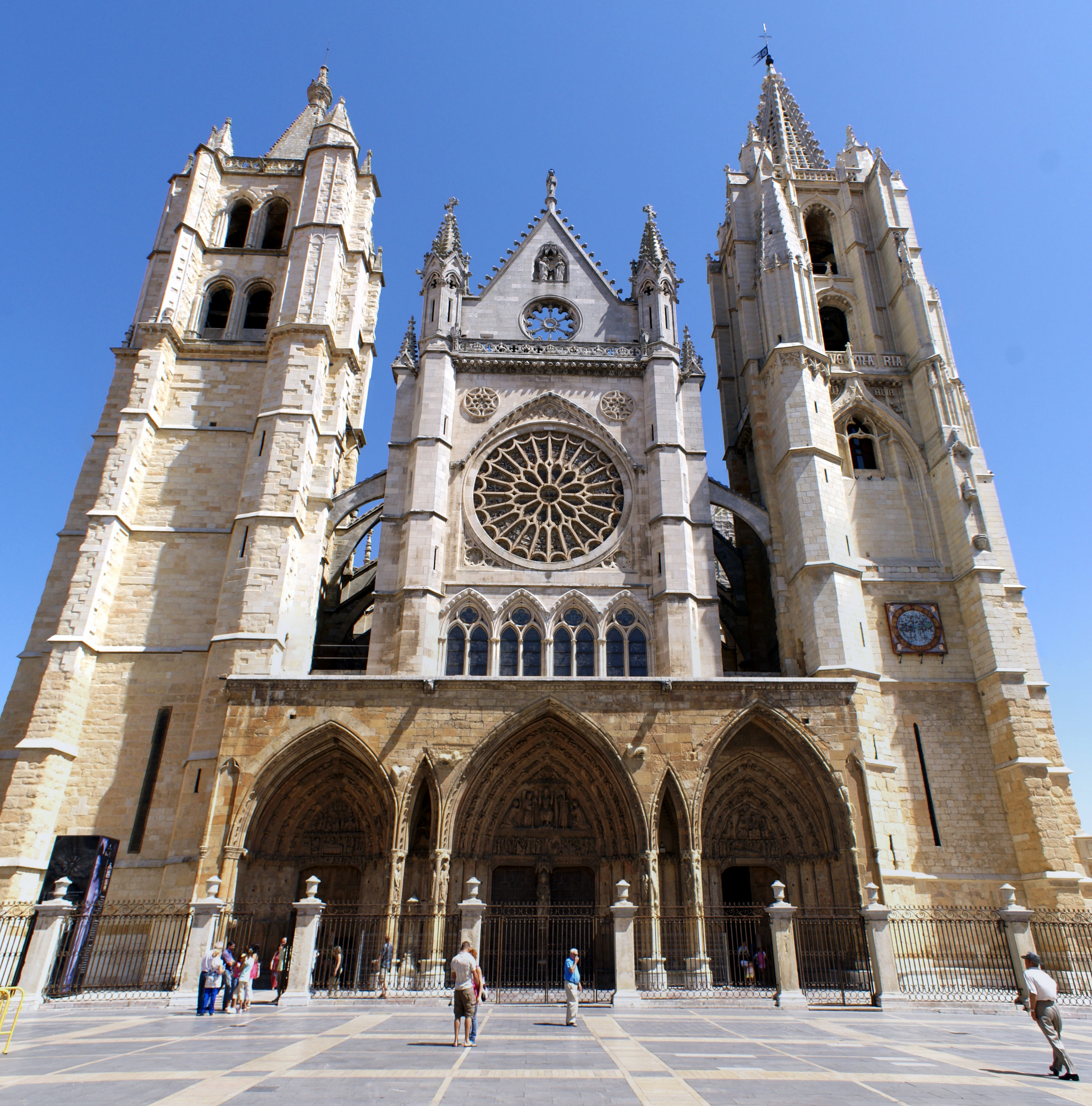
Fachada principal de la Catedral de León.

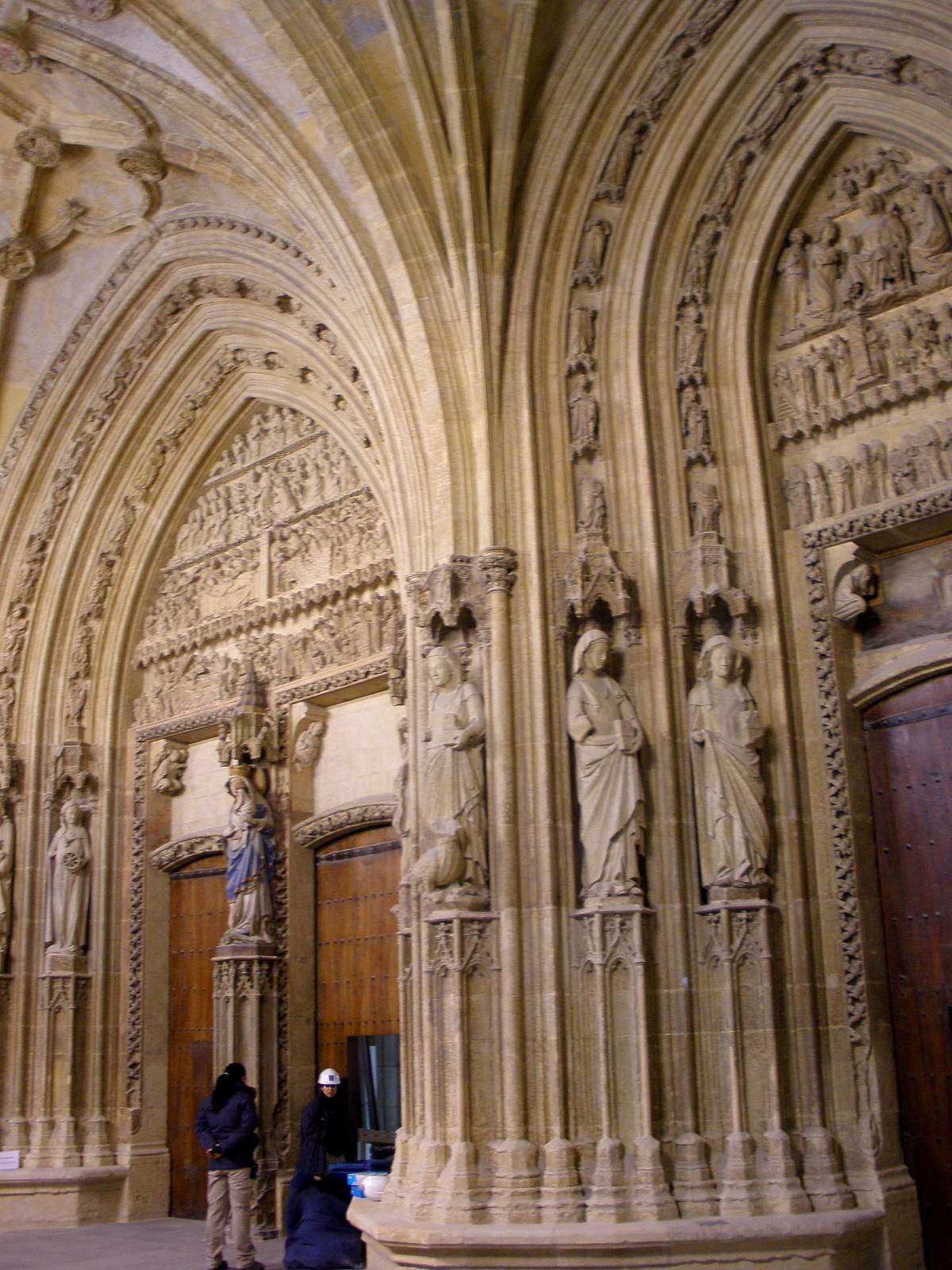
Pórtico de la Catedral de Santa María de Vitoria

La catedral de Cuenca fue otra de las primeras góticas. Comenzada en 1196, tenía la más avanzada técnica de la época, seguía las formas del dominio real francés de la Île de France  con evidentes influencias normandas, que se manifiestan en el empleo de bóvedas sexpartidas.
Sobre 1225, comenzó la llamada etapa clásica, con la introducción en Castilla de las formas clásicas que habían triunfado en las catedrales francesas de Chartres, Reims, Amiens, Bourges y Le Mans. Las grandes catedrales de Burgos, Toledo y León se conformaron según el modelo francés, que se caracterizaba por un importante desnivel entre sus naves.

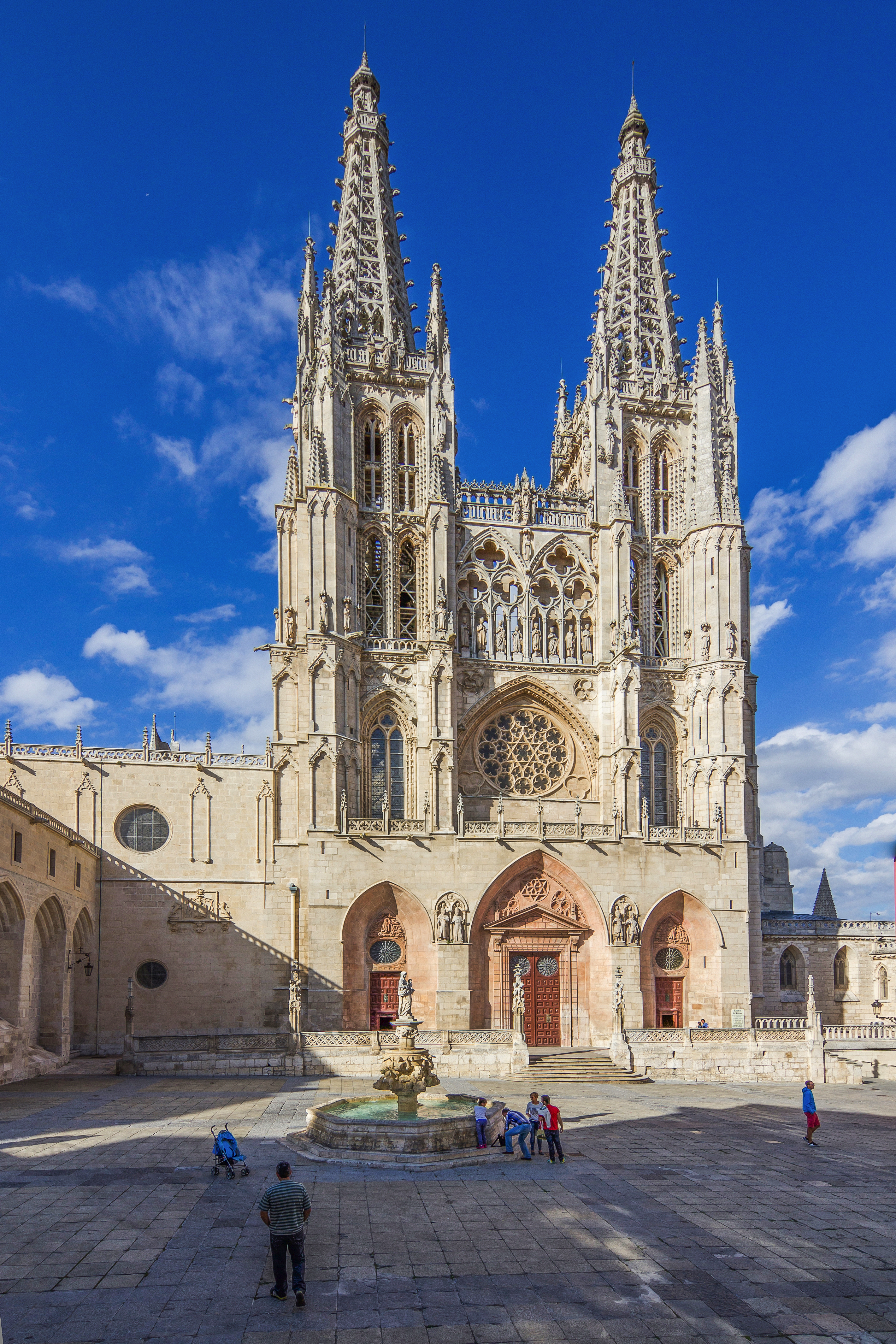
Fachada principal de la Catedral de Burgos.

 La de Burgos se comenzó en 1221. En principio tenía tres naves con transepto único y cinco capillas en cabecera. El segundo arquitecto dispuso una girola, con deambulatorio y cinco capillas. Del siglo XIII hay tres partes esenciales: la cabecera, finalizada en 1230; luego el transepto y la nave, terminados en 1260, con algunas diferencias de estilo respecto a la anterior; por último las ambiciosas ampliaciones del final del XIII, con las fachadas, las torres y la girola con diferencias de estilo acusadas sobre lo anterior. Las esbeltas agujas de las torres se añadieron en el siglo XV y el cimborrio del crucero es del siglo XVI. Las agujas de piedra de las torres, con gran riqueza de calados en gótico flamígero, fueron construidas por Hans von Köln (Juan de Colonia), y son similares a las terminaciones de las torres del gótico tardío del sur de Alemania.
Las catedrales de Burgos y Toledo están inspiradas ambas en la de Bourges de Francia; fueron comenzadas al mismo tiempo. Sus dos promotores eran amigos y apoyaban la política de Fernando III. Toledo se construyó más lentamente porque estaba concebida con criterios más ambiciosos: era la iglesia del primado de España. La reducción efectuada en Burgos, respecto del modelo francés de Bourges, de tres naves, deambulatorio simple y transepto de una nave, contrasta con la ampliación tipológica de Toledo, con cinco naves, doble deambulatorio y transepto de tres naves. Para construir Toledo se derribó la mezquita, que estaba en estado de ruina y que a su vez se había construido sobre un templo cristiano visigodo. Una de las características más significativas de la catedral de Toledo, y caso singular de la arquitectura gótica europea, es la forma de resolver la bóveda del deambulatorio, que pasa de cubrir 5 arcos en la zona interior a 17 en el muro exterior. La multiplicación de las bóvedas hacia el exterior se resolvió según el modelo de Le Mans, correspondiendo a cada columna interior dos exteriores. En Toledo los dos deambulatorios se bifurcan dos veces. Por último señalar varias formas decorativas de inspiración islámica empleadas en Toledo.
|  |  |  |

La catedral de León se comenzó en 1205 y en lo esencial estaba concluida en 1300. El arquitecto fue el maestro Enrique, segundo arquitecto de Burgos, y está inspirada en Amiens y Reims. Las proporciones son un poco más reducidas que las gigantescas catedrales de Burgos y Toledo, pues la diócesis tenía menos recursos, sin embargo sus afiladas torres y ligeras decoraciones exteriores la hacen parecer más grande e imponente.
Los muros góticos facilitaban la colocación de grandes ventanales con extensas vidrieras policromadas. En España con la catedral de León empieza realmente el desarrollo de este arte, sus numerosas vidrieras pueden parangonarse con las de las catedrales de Chartres, Reims o Amiens. Las vidrieras leonesas se han atribuido a un taller hispano-francés.

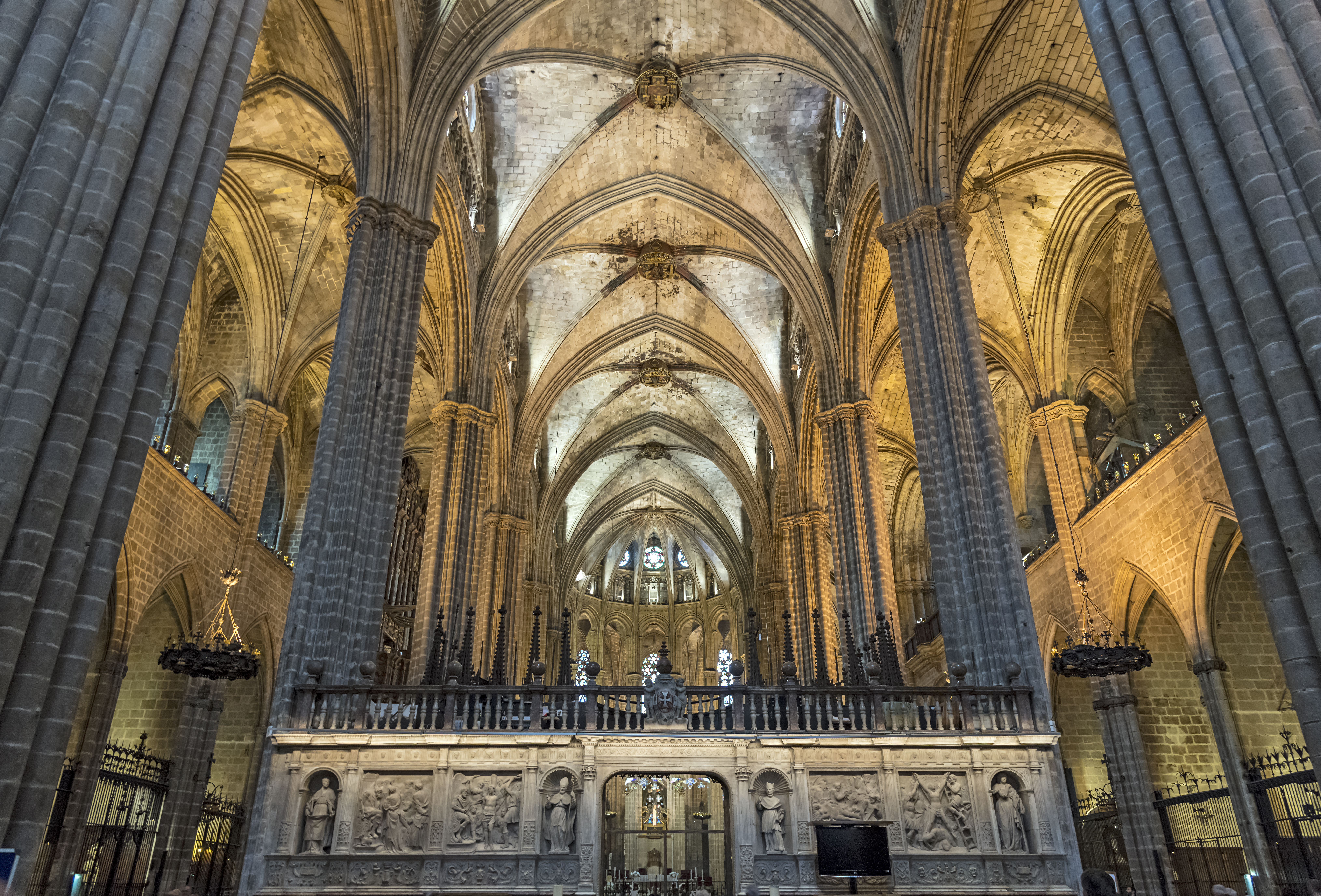
Interior de la Catedral de Barcelona. Iglesia llamada de salón con tres naves de igual altura.

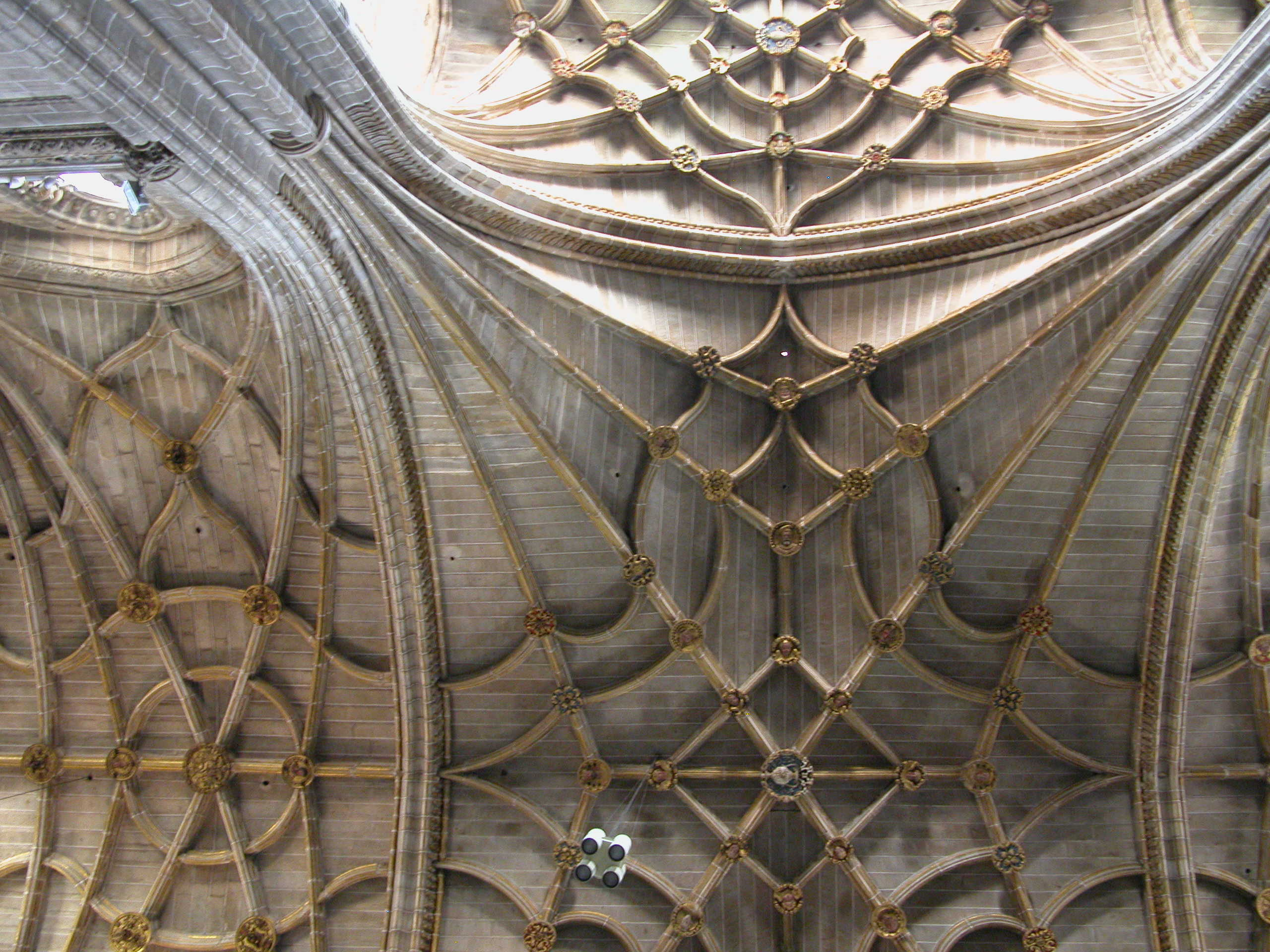
Bóveda de la Catedral de Plasencia. En las bóvedas tardogóticas, las nervaduras estrelladas presentan gran variación de tramas y dibujos.

El siglo XIV, manierista, destaca sobre todo en Cataluña. La importancia del sentido espacial se manifestó en la proliferación de templos de una nave (cuando eran tres se tendía a igualar las alturas de las naves), pilares delgados, gran amplitud La catedral de Barcelona, iniciada en 1298 y con la bóveda terminada en 1448, tiene una ancha nave central y las laterales casi de la misma altura. Su principal arquitecto fue el maestro Jaume Fabré. La impresión de espacio está aumentada por las tribunas sobre las capillas laterales, que dan mayor anchura al ya amplísimo interior.

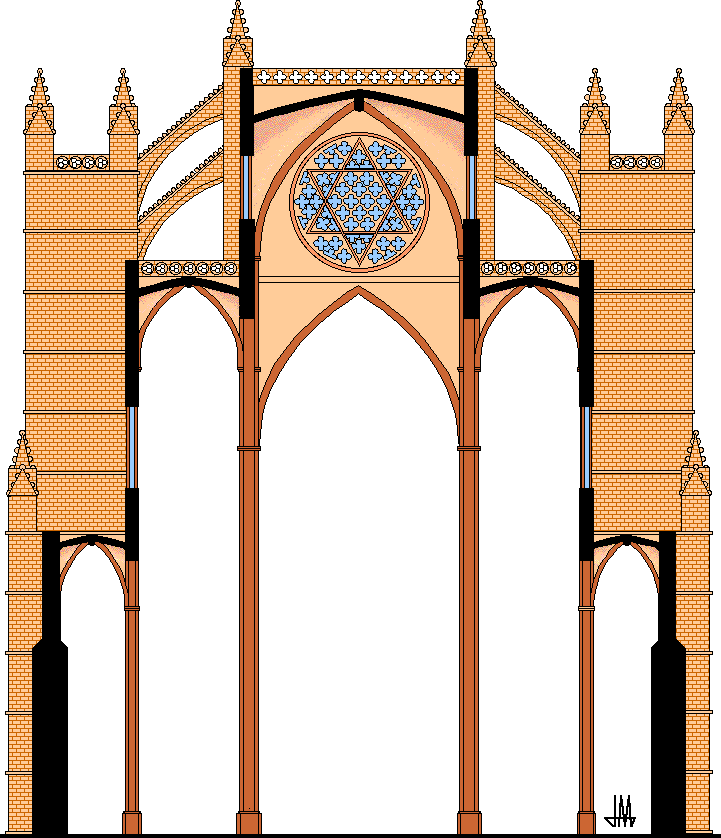
Sección de la Catedral de Mallorca. Una característica del gótico es la elevación de la nave central apuntalada por fuera mediante arbotantes.

El recurso visual empleado para dar la sensación de hallarse en un espacio mayor fue incluir los contrafuertes dentro de la nave, cerrando el muro por la parte externa de los mismos, entre los que se dispusieron las capillas laterales y encima aparecieron las tribunas. Exteriomente ocurre lo contrario: los contrafuertes quedan fuera de la vista del espectador, encerrados en su interior.
El abovedamiento de la nave central de la catedral de Gerona es uno de los casos más brillantes de la arquitectura medieval. Construida la cabecera, se decidió, tras una larga discusión técnica, cubrir con una sola nave en lugar de con tres. Guillem Bofill se encargó de construir la mayor bóveda del gótico con casi 23 metros de ancho y 34 metros de altura. Se basó en el modelo de Barcelona que perfeccionó: la presión de la bóveda se transmitía a contrafuertes interiores, colocándose entre ellos las capillas laterales. Comenzada la nave central en 1417, no se pudo terminar hasta 1604.
También se resolvió brillantemente la catedral de Palma de Mallorca. Las naves están articuladas por apretados muros contrafuertes que le dan una visión externa muy característica. El imponente interior lo forman tres naves de 42 metros de altura apoyadas en delgadas columnas y dos capillas laterales. La concepción técnica del sistema de apoyos presupone que trabajó el arquitecto catalán Berenguer de Montagut, artífice de Santa María del Mar de Barcelona. Este interior está a la altura de Bourges, Beauvais y Milán.
La inmensa Catedral de Santa María de Sevilla es la mayor catedral gótica de España. Su construcción comenzó en 1401 demoliendo la mezquita almohade que se venía usando de iglesia desde 1248 y concluyó con la terminación de la fachada entre 1825 y 1928, en estilo neogótico. Se conservó la base de la alta torre almohade, la Giralda, como campanario de la nueva catedral. Su primer arquitecto pudo ser Charles Galter de Rouen y el diseño está influido por modelos franceses. Impresionan sus siete naves, su gran altura (44 metros en la nave) y sus casi 100 ventanales. Es una construcción de naves escalonadas, exteriormente apoyadas en multitud de arbotantes y contrafuertes coronados por pináculos.
En el siglo XVI, en Roma surgía el estilo renacentista con la construcción de San Pedro de Roma. En España convivieron por mucho tiempo (como sucedía en Europa del Norte), el estilo anterior y el nuevo, en plano de igualdad. El gótico seguía siendo el estilo de representación nacional y se veía como moderno y más "español", mientras al estilo renacentista se le llamaba romano o italiano. En este periodo se construyeron nuevas e impresionantes catedrales tardogóticas en Salamanca, Segovia, Plasencia  y Astorga|. Altísimos pilares pasan, sin interrupción, a convertirse en bóvedas con nervaduras estrelladas de múltiples tramas. Se trata de un periodo muy brillante, de grandes obras e innovaciones góticas todavía poco estudiado.

### La unificación y la expansión: El Renacimiento

Interior de la Catedral de Granada.

El estilo del renacimiento tardó en llegar a España, pues los Reyes Católicos, mantuvieron el gótico para los edificios eclesiásticos mientras que en los civiles se introducía gradualmente el estilo clásico plateresco. En la catedral de Valencia encontramos las primeras muestras renacentistas de España. Paolo de San Leocadio y Francesco Pagano fueron los encargados de plasmarlas sobre el altar mayor. Poco después del incendio de 1469, hacia 1474, el que sería futuro papa Alejandro VI ordenó a ambos pintores que realizaran las pinturas al fresco.
La influencia del Renacimiento, combinado con elementos flamencos e hispanos, originó el estilo plateresco. Llamado así por la similitud de los ornamentos arquitectónicos con las filigranas de los plateros. Momentos culminantes del plateresco fueron las obras de los maestros de la segunda parte del siglo XVI, Juan y Rodrigo Gil de Hontañón, arquitectos de la Catedral Nueva de Salamanca y de la de Segovia. Al refinamiento final del plateresco, simplificadas sus ampulosas filigranas, corresponde la nueva catedral de Granada.

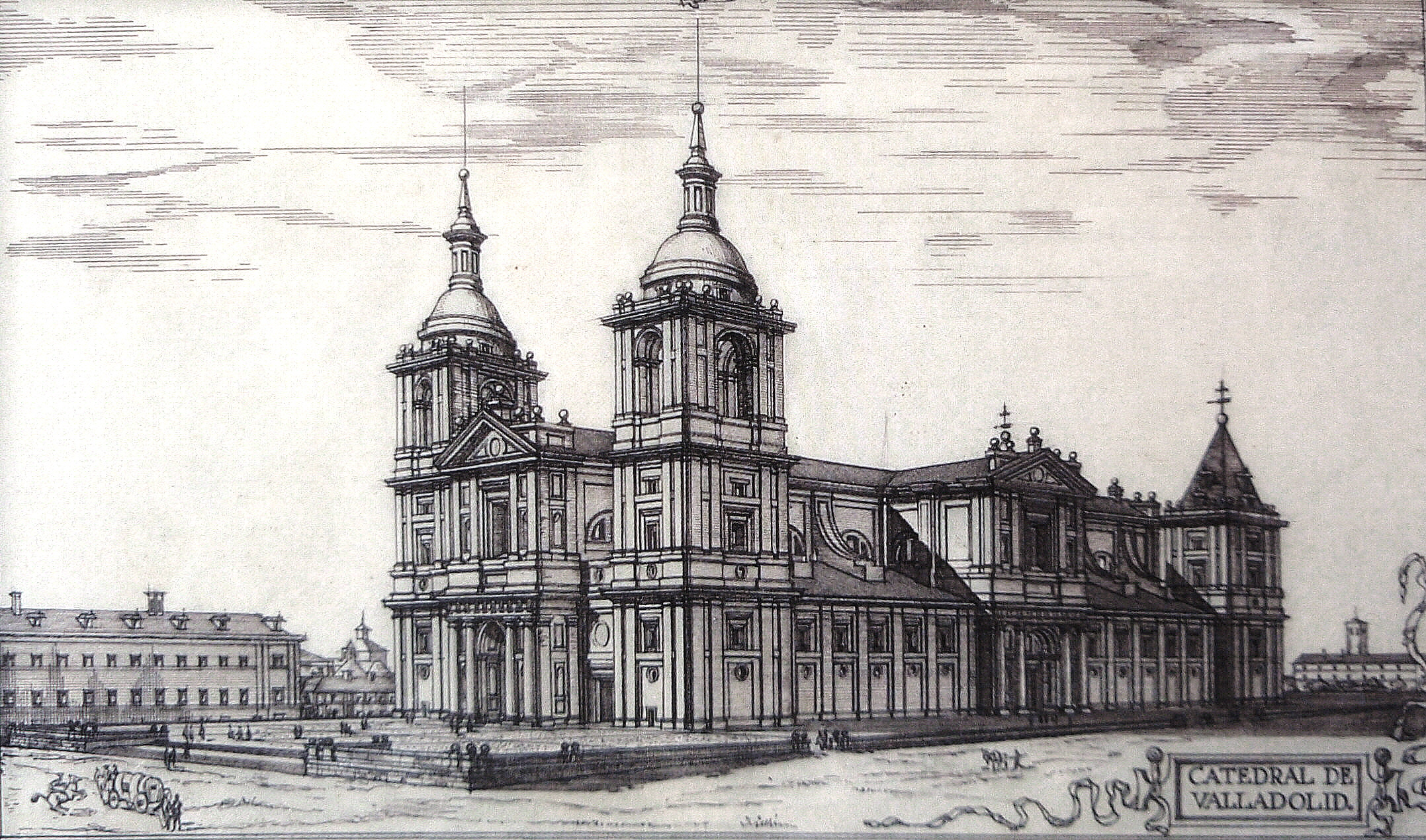
Proyecto ideal de Juan de Herrera para la Catedral de Nuestra Señora de la Asunción de Valladolid según Fernando Chueca Goitia.

La Catedral de Granada se proyectó con la escala grandiosa de la de Sevilla. Cuando Diego de Siloé tomó en 1518 la dirección de las obras, transformó el empezado edificio gótico en uno de estilo clásico. Para ello, sustituyó los pilares por columnas clásicas sobre bases cilíndricas, y el problema de la unión del capitel con la bóveda lo resolvió añadiendo sobre el capitel un nuevo orden de pilastras para llegar a la bóveda gótica.
Este uso del doble capitel de Siloé influyó en las catedrales de Málaga, Guadix y Baeza. También Andrés de Vandelvira adoptó el sistema de Siloé para la Catedral de Jaén, iniciada en 1548. Las catedrales de Siloé y Valdelvira son brillantes combinaciones del gótico y del clásico.
Juan de Herrera es el arquitecto español más conocido anterior a Gaudí, y su obra el Monasterio de El Escorial es el monumento máximo del Renacimiento español. De la catedral de Valladolid, Juan de Herrera preparó diseños entre 1578 y 1582. Encargada por Felipe II tras la realización del Monasterio de El Escorial, suponía un enorme cuadrilátero gigante flanqueado por cuatro torres en las esquinas, rechazando totalmente el sistema gótico. Inicialmente concebida como la más grande de Europa, actualmente se encuentra construida en un 40-45%, debido al fallecimiento del monarca, la escasez de fondos para un proyecto de tal magnitud y los gastos provocados por la difícil cimentación del templo, situado en una zona con un gran desnivel en el terreno. Los sucesivos arquitectos encargados de dirigir las obras trataron de ser fieles a los planos de Herrera, pero a partir de 1650 se fueron alejando de sus trazas.

### Imperio y decadencia: El Barroco

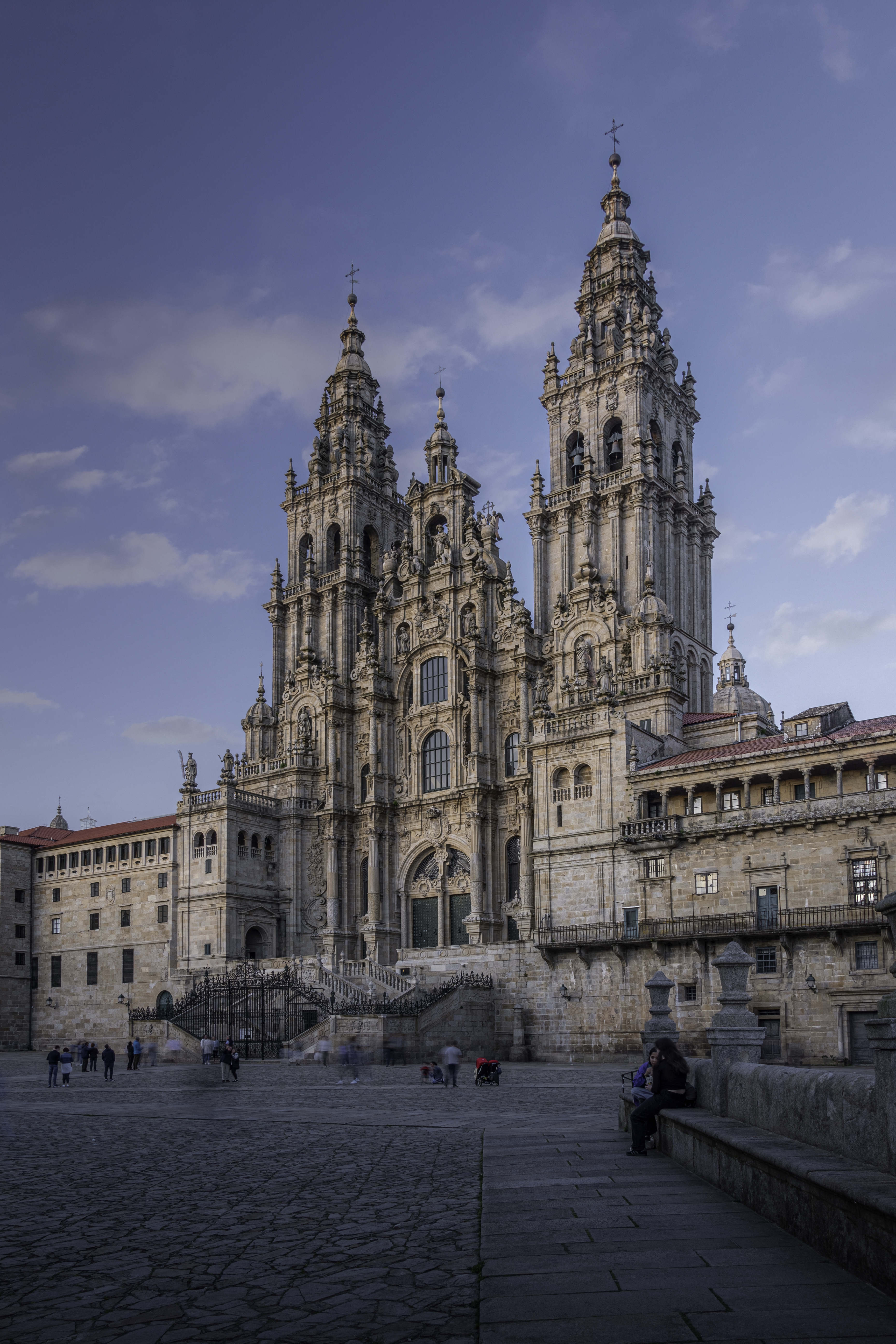
La fachada de la Plaza del Obradoiro de la Catedral de Santiago de Compostela está estructurada en tres ejes y dos plantas que encierran grandes ventanales. La importancia de estos es rebajada por lo resaltado de los elementos articulatorios de la fachada. La obra fue fuertemente criticada en el por combinar elementos de la tradición románica con la estética barroca.

En España, como en otros países, la época del barroco corresponde al siglo XVII y la primera mitad del XVIII.
El barroco fue la respuesta de los arquitectos y artistas a la nueva misión dada a la arquitectura en el Concilio de Trento, y por tanto participó en el movimiento contrarreformista, que se oponía a las ideas luteranas y calvinistas. Inicialmente, partiendo del estilo herreriano, se mantuvo la sobriedad ornamental y la estructura clásica en las construcciones. Una de las excepciones es el presbiterio de la Catedral de Santa María de Valencia de Juan Bautista Pérez, realizado entre 1674 y 1682, y la fachada principal, comenzada en 1703 por Conrado Rudolf y proseguida por Fernando Vergara el Viejo. Fue uno de los primeros ejemplos del empleo de las formas curvas del barroco, aunque debido a la tardanza en su conclusión (1740) presenta también elementos del rococó.
Durante el siglo XVII la hacienda española se declaró en bancarrota hasta en seis ocasiones. La falta de recursos consiguiente, provocó la proliferación de construcciones basadas en materiales más baratos, que dio a la mayor parte de las construcciones de esta etapa un aspecto sobrio y apagado. Sin embargo las economías de dos zonas de la península permitieron la evolución del barroco hacia un estilo más ornamentado y que se alejó de las concepciones herrerianas. Fueron la gallega y la andaluza.
En Galicia, la obra más característica fue la reforma emprendida por el canónigo José de Vega y Verdugo en la catedral de Santiago de Compostela. El ambicioso proyecto fue plasmado en el inventario Memoria sobre las obras en la catedral de Santiago (1657–1670) del cual sólo se realizaron actuaciones aisladas como la construcción de un tabernáculo baldaquino sobre el altar mayor del templo y el pórtico Real de la Quintana construido por José Peña del Toro entre 1658 y 1666. Continuó las obras Domingo de Andrade, discípulo de Toro, construyendo sobre el núcleo anterior del gótico tardío la torre del reloj en 1680. En 1672, Fernando de Casas y Novoa, más cercano al rococó y habiendo realizado el claustro de la catedral de Lugo, asumió la reforma del templo de Compostela con la construcción de la torre norte, a imagen de su gemela. Sin embargo su mayor reto fue la construcción de la nueva fachada que debía a la vez cubrir y proteger el románico Pórtico de la Gloria respetando la escalera que ya había sido iniciada. Está fachada será llamada posteriormente del Obradoiro por dar a la plaza donde los canteros trabajaban la piedra.
Un segundo centro del barroco español se desarrolló en Andalucía, que fue financiada por la importancia de la región con los beneficios del comercio con las posesiones coloniales españolas en América. Uno de los primeros ejemplos del barroco en la zona lo constituye la fachada de la Catedral de la Encarnación de Granada, diseñada en 1664 por Alonso Cano y construida tras la muerte de este, entre 1667 y 1684.
La construcción de nuevas estancias permitió a los arquitectos mayor libertad y reflejar plenamente el estilo barroco, sobre todo en las nuevas fachadas que se diseñaron. Los ejemplos más destacados, además de Granada, son la fachada de la catedral de Murcia (1742–1754), construida por Jaime Bort (con todos los elementos del barroco y uno de los mejores ejemplos de España), la fachada de Guadix, proyectada por Eufrasio de Rojas  y la ya mencionada de Valencia. El modelo habitual es el de fachadas entre torres, con un paño central estructurado con columnas de orden gigante, que las dota de una gran monumentalidad. Las portadas de Murcia y Guadix tienen un gran movimiento que culmina en la fachada cóncava de Valencia.
Mencionar también las fachadas de las catedrales de Gerona, Astorga y Burgo de Osma.
Menor envergadura, pero gran importancia, tienen las reformas barrocas ornamentales en los templos románicos y góticos. Los lugares que recibieron mayor ornamentación son los altares mayores, con sagrarios, retablos o camerinos y los trascoros.
Sobresale entre ellos, la obra más espectacular del barroco español, el Transparente de la Catedral de Santa María de Toledo, obra de Narciso Tomé, construido entre 1721 y 1732. Es una construcción situada detrás del altar mayor y donde los fieles pueden contemplar el Santísimo desde la girola. Un retablo cóncavo de dos cuerpos, el inferior con la virgen y el Niño y el superior con La Última Cena. Una abertura en la bóveda deja pasar la luz. La arquitectura, la escultura y la pintura se funden de forma maestra.
Anterior, entre 1625 y 1632, es el retablo de madera con esculturas policromadas de la Catedral de Plasencia realizado por Gregorio Fernández y su taller, considerado el más sobresaliente de la primera mitad del siglo XVII.
Otra actuación de gran interés es el templete de la Virgen en la Catedral del Pilar de Zaragoza, concebido por Ventura Rodríguez; se trata de una elipse en planta rematada por una cúpula, con cuatro ábsides en los ejes, abiertos en tres lados y en el cuarto cerrado se colocó el altar, donde la Virgen está descentrada. Este templete está dispuesto en la nave central del templo encajado en un vano entre cuatro columnas. Ventura Rodríguez reformó también el resto del templo, que había iniciado Herrera el Mozo.
Por último, señalar la influencia que la arquitectura barroca ha tenido en América Latina y en algunas regiones de Asia.

### Absolutismo e Ilustración: El Neoclásico

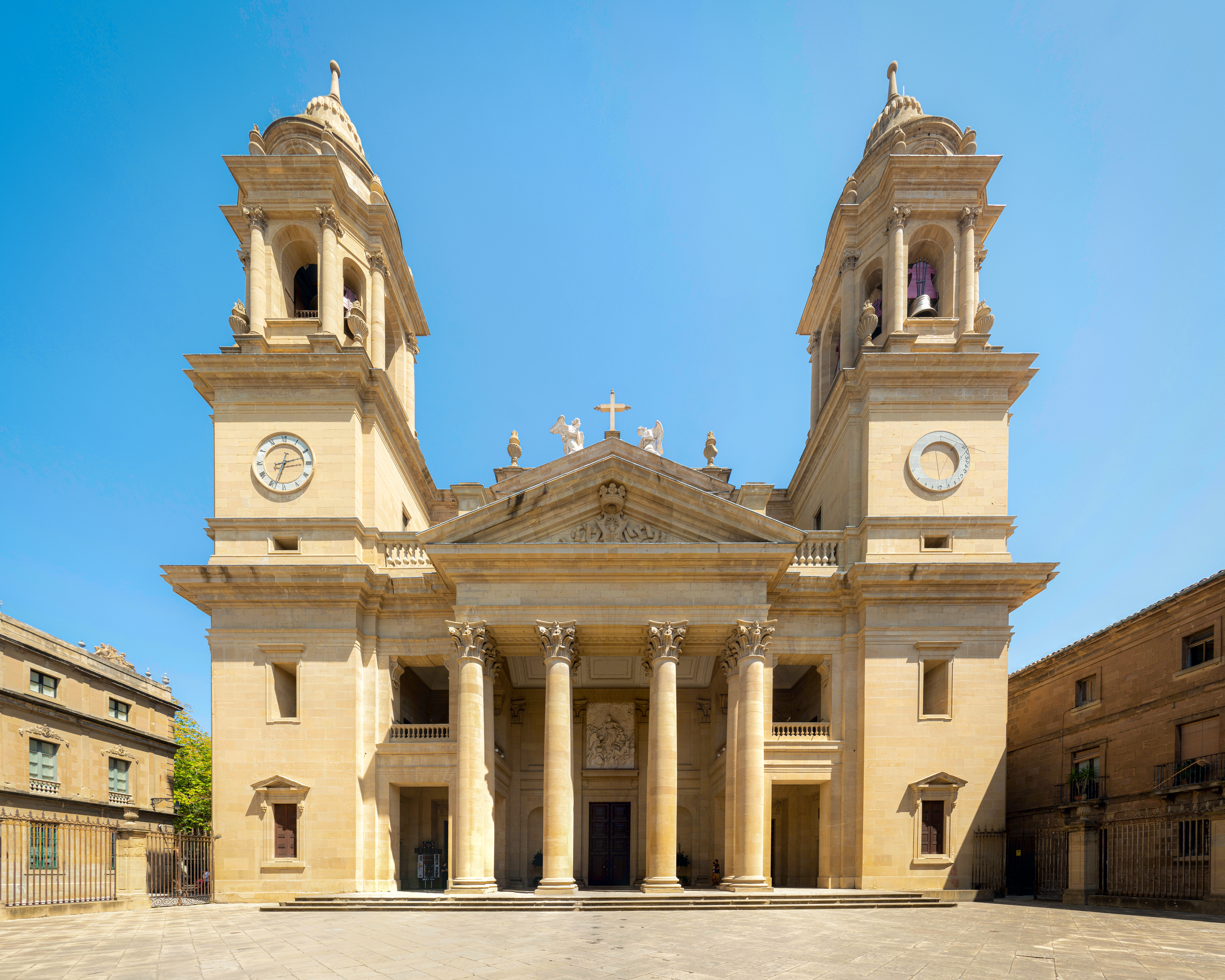
Fachada de la Catedral de Pamplona. Muchas ciudades cambiaron las fachadas que consideraban anticuadas y feas, por una moderna fachada neoclásica. Esto también sucedió en el periodo barroco.

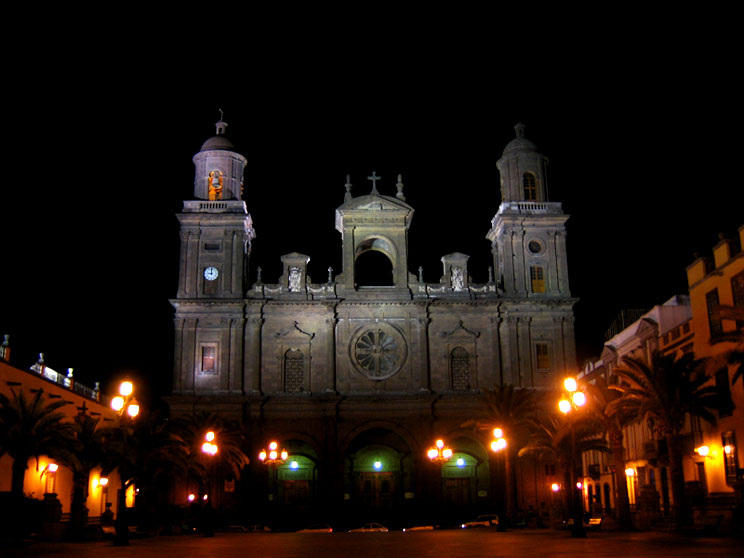
Catedral de Canarias cuya fachada es de estilo neoclásico.

El inicio del neoclasicismo en España coincidió con la fundación en 1752, por el rey Fernando VI de España, de la Real Academia de Bellas Artes de San Fernando, convirtiéndose este estilo en el arte estatal y determinando el estilo del país hasta 1840.
Durante la segunda mitad del siglo XVIII, las catedrales góticas fueron objeto de numerosas reformas tanto interiores como exteriores. El objeto era variado, bien ocultar el templo anterior que se consideraba viejo e inapropiado, bien incluir elementos artísticos compartidos en las capillas, o actuaciones en claro contraste con el templo anterior. En el primer caso se encuentra la fachada principal de la Catedral de Pamplona realizada por Ventura Rodríguez. Está considerada la obra más importante de su última época. En el tercer caso, está la capilla del Venerable Palafox en la catedral de El Burgo de Osma. Construida en un espacio diferente detrás del altar mayor, se contraponen lo nuevo y lo viejo, como si se tratara de dos templos distintos de épocas diferentes. La Corona aportó a la capilla los arquitectos más prestigiosos del momento, Juan de Villanueva que la proyectó y Sabatini que diseñó un plan para concluirla.
El Terremoto de Lisboa de 1755 afectó considerablemente a la fachada principal de la Catedral de Lugo, lo que motivó una nueva fachada de Julián Sánchez Bort, con la supervisión de Ventura Rodríguez. Está inspirada en elementos románicos y góticos.

### ElsigloXIX: Historicismo y Eclecticismo
El historicismo se considera que es la aplicación del romanticismo en la arquitectura. Su característica principal es el seguimiento de tendencias arquitectónicas del pasado, especialmente de la Edad Media, como el románico, el gótico y, en España, el mudéjar. De forma similar, el eclecticismo, combina diferentes estilos históricos entre sí, en la arquitectura de su tiempo. Históricamente, este periodo se corresponde con la época del auge de los nacionalismos y el imperialismo. En arquitectura eclesiástica, que es nuestro caso, los estilos más utilizados fueron el neogótico y el neorrománico. Podemos encontrar ambos en la Catedral de la Almudena de Madrid, comenzada en 1883 por Francisco de Cubas. La cripta, de 1911, es de estilo neorrománico; el exterior, continúa la tendencia neoclásica; y el interior responde al modelo neogótico. Otros ejemplos se muestran en las Catedrales de San Cristóbal de La Laguna en Tenerife, construida entre 1904 y 1916, y la del Buen Pastor en San Sebastián, construida entre 1888 y 1899, ambas en estilo neogótico. También neogóticos son el atrio de la Catedral del Espíritu Santo de Tarrasa de 1918, la fachada de la Catedral de Santa Eulalia de Barcelona de 1888 y la conclusión de la Catedral de Santa María de Sevilla entre 1825 y 1928.
|  |  |  |  |

### ElsigloXX: Modernismo y Racionalismo

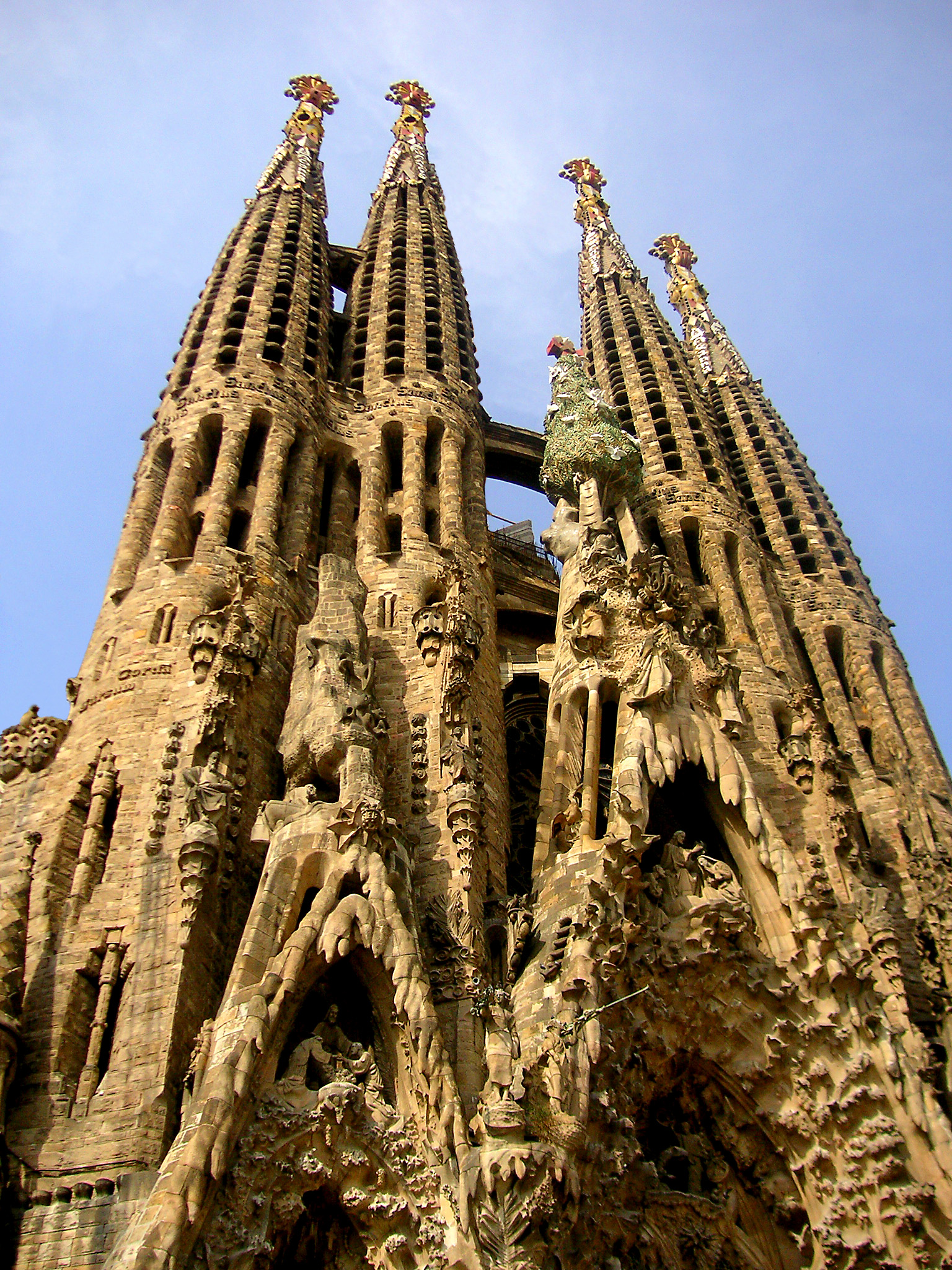
Fachada este de La Sagrada Familia.

A finales del siglo XIX surgieron en Europa tendencias arquitectónicas que rompían con los criterios tradicionales y buscaban nuevas formas dando gran relevancia a la estética. En España, destacó el modernismo catalán que se desarrolló principalmente en Barcelona, entre 1880 y 1930, adquiriendo personalidad propia.
Dentro de este movimiento se construyó el templo expiatorio de La Sagrada Familia en Barcelona. Este templo se incluye en este artículo por estar incluido en el Plan Nacional de Catedrales por su relevancia arquitectónica, pero no es una catedral ni sede de ninguna iglesia diocesana.
La construcción del edificio comenzó en estilo neogótico, pero con la asunción del proyecto por Antonio Gaudí en 1883, fue completamente replanteado. Gaudí siguiendo su método habitual, no elaboró el diseño de antemano, sino que realizó bocetos con la forma general del edificio y luego improvisaba la construcción a medida que avanzaba. Una de sus ideas más innovadoras fue el diseño de las elevadas torres cónicas.
Las torres, en principio, estaban previstas de planta cuadrada, pero cuando se decidió que debían sobresalir apuntadas sobre los portales, Gaudí decidió transformarlas y adoptar la forma redonda. Además, estrechó las torres a medida que crecían en altura. Hizo uso de las formas que había utilizado en el Colegio Teresiano. Las proyectó con una torsión parabólica que sugiere una tendencia ascendente para toda la fachada. Las ventanas que perforan las torres toman una ordenación en espiral, impulsando también hacia lo alto.
En 1926 murió Gaudí. Solo se habían construido tres torres. Del proyecto del edificio solo se conservaban planos y un modelo en yeso que resultó muy dañado durante la guerra civil española.
En 1940 el arquitecto Francesc Quintana asumió el proyecto. Hoy día la construcción continúa, trabajándose sobre esos planos. En 2010 fue abierto al culto y fue declarado basílica menor.

## Listado

### Iglesia católica
Catedrales, concatedrales y antiguas catedrales de la Iglesia católica en España:
| Catedral                                         | Advocación                   | Diócesis, archidiócesis                                               | Localidad                                 | Imagen |
| ------------------------------------------------ | ---------------------------- | --------------------------------------------------------------------- | ----------------------------------------- | ------ |
| Catedral Metropolitana de Barcelona              | Santa Cruz y Santa Eulalia   | Archidiócesis de Barcelona                                            | Barcelona                                 |        |
| Catedral de San Feliú de Llobregat               | San Lorenzo                  | Diócesis de San Feliú de Llobregat, Archidiócesis de Barcelona        | San Feliú de Llobregat                    |        |
| Catedral de Tarrasa                              | Espíritu Santo               | Diócesis de Tarrasa, Archidiócesis de Barcelona                       | Tarrasa (Barcelona)                       |        |
| Catedral Metropolitana de Burgos                 | Santa María                  | Archidiócesis de Burgos                                               | Burgos                                    |        |
| Catedral de Bilbao                               | Santiago                     | Diócesis de Bilbao, Archidiócesis de Burgos                           | Bilbao                                    |        |
| Catedral de Palencia                             | San Antolín                  | Diócesis de Palencia, Archidiócesis de Burgos                         | Palencia                                  |        |
| Catedral de El Burgo de Osma                     | Virgen de la Asunción        | Diócesis de Osma-Soria, Archidiócesis de Burgos                       | El Burgo de Osma (Soria)                  |        |
| Concatedral de Soria                             | San Pedro                    | Diócesis de Osma-Soria, Archidiócesis de Burgos                       | Soria                                     |        |
| Catedral Vieja de Vitoria                        | Virgen María                 | Diócesis de Vitoria, Archidiócesis de Burgos                          | Vitoria                                   |        |
| Catedral Nueva de Vitoria                        | María Inmaculada             | Diócesis de Vitoria, Archidiócesis de Burgos                          | Vitoria                                   |        |
| Catedral Metropolitana de Granada                | Virgen de la Encarnación     | Archidiócesis de Granada                                              | Granada                                   |        |
| Catedral de Almería                              | Virgen de la Encarnación     | Diócesis de Almería, Archidiócesis de Granada                         | Almería                                   |        |
| Catedral de Murcia                               | Santa María                  | Diócesis de Cartagena, Archidiócesis de Granada                       | Murcia                                    |        |
| Catedral de Cartagena                            | Santa María                  | Diócesis de Cartagena, Archidiócesis de Granada                       | Cartagena                                 |        |
| Catedral de Guadix                               | Virgen de la Encarnación     | Diócesis de Guadix, Archidiócesis de Granada                          | Guadix (Granada)                          |        |
| Concatedral de Baza                              | Virgen de la Encarnación     | Diócesis de Guadix, Archidiócesis de Granada                          | Baza (Granada)                            |        |
| Catedral de Jaén                                 | Virgen de la Asunción        | Diócesis de Jaén, Archidiócesis de Granada                            | Jaén                                      |        |
| Catedral de Baeza                                | Natividad de Nuestra Señora  | Diócesis de Jaén, Archidiócesis de Granada                            | Baeza (Jaén)                              |        |
| Catedral de Málaga                               | Virgen de la Encarnación     | Diócesis de Málaga, Archidiócesis de Granada                          | Málaga                                    |        |
| Catedral Metropolitana de Madrid                 | Virgen de la Almudena        | Archidiócesis de Madrid                                               | Madrid                                    |        |
| Antigua Catedral de San Isidro                   | San Isidro Labrador          | Archidiócesis de Madrid                                               | Madrid                                    |        |
| Catedral-Magistral de Alcalá de Henares          | Santos Justo y Pastor        | Diócesis de Alcalá de Henares, Archidiócesis de Madrid                | Alcalá de Henares (Madrid)                |        |
| Catedral de Getafe                               | Santa María Magdalena        | Diócesis de Getafe, Archidiócesis de Madrid                           | Getafe (Madrid)                           |        |
| Catedral Metropolitana de Badajoz                | San Juan Bautista            | Archidiócesis de Mérida-Badajoz                                       | Badajoz                                   |        |
| Concatedral Metropolitana de Mérida              | Asunción de la Virgen María  | Archidiócesis de Mérida-Badajoz                                       | Mérida                                    |        |
| Catedral de Coria                                | Virgen de la Asunción        | Diócesis de Coria-Cáceres, Archidiócesis de Mérida-Badajoz            | Coria (Cáceres)                           |        |
| Concatedral de Cáceres                           | Virgen María                 | Diócesis de Coria-Cáceres, Archidiócesis de Mérida-Badajoz            | Cáceres                                   |        |
| Catedral Nueva de Plasencia                      | Santa María de la Asunción   | Diócesis de Plasencia, Archidiócesis de Mérida-Badajoz                | Plasencia (Cáceres)                       |        |
| Catedral Vieja de Plasencia                      | Virgen María                 | Diócesis de Plasencia, Archidiócesis de Mérida-Badajoz                | Plasencia (Cáceres)                       |        |
| Catedral Metropolitana de Oviedo                 | San Salvador                 | Archidiócesis de Oviedo                                               | Oviedo                                    |        |
| Catedral de Astorga                              | Virgen María                 | Diócesis de Astorga, Archidiócesis de Oviedo                          | Astorga (León)                            |        |
| Catedral de León                                 | Virgen María                 | Diócesis de León, Archidiócesis de Oviedo                             | León                                      |        |
| Catedral de Santander                            | Virgen de la Asunción        | Diócesis de Santander, Archidiócesis de Oviedo                        | Santander (España)                        |        |
| Catedral Metropolitana de Pamplona               | Santa María la Real          | Archidiócesis de Pamplona                                             | Pamplona                                  |        |
| Catedral de Calahorra                            | Virgen María                 | Diócesis de Calahorra y La Calzada-Logroño, Archidiócesis de Pamplona | Calahorra (La Rioja)                      |        |
| Catedral de Santo Domingo de la Calzada          | Santo Domingo                | Diócesis de Calahorra y La Calzada-Logroño, Archidiócesis de Pamplona | Santo Domingo de la Calzada (La Rioja)    |        |
| Concatedral de Logroño                           | Santa María de la Redonda    | Diócesis de Calahorra y La Calzada-Logroño, Archidiócesis de Pamplona | Logroño                                   |        |
| Catedral de Jaca                                 | San Pedro                    | Diócesis de Jaca, Archidiócesis de Pamplona                           | Jaca, Huesca                              |        |
| Catedral de San Sebastián                        | Buen Pastor                  | Diócesis de San Sebastián, Archidiócesis de Pamplona                  | San Sebastián                             |        |
| Catedral de Tudela                               | Virgen María                 | Diócesis de Tudela, Archidiócesis de Pamplona                         | Tudela (Navarra)                          |        |
| Catedral Metropolitana de Santiago de Compostela | Santiago el Mayor            | Archidiócesis de Santiago de Compostela                               | Santiago de Compostela (La Coruña)        |        |
| Catedral de Lugo                                 | Virgen María                 | Diócesis de Lugo, Archidiócesis de Santiago de Compostela             | Lugo                                      |        |
| Catedral de Mondoñedo                            | Virgen María                 | Diócesis de Mondoñedo-Ferrol, Archidiócesis de Santiago de Compostela | Mondoñedo (Lugo)                          |        |
| Concatedral de Ferrol                            | San Julián                   | Diócesis de Mondoñedo-Ferrol, Archidiócesis de Santiago de Compostela | Ferrol (La Coruña)                        |        |
| Catedral de Orense                               | San Martín                   | Diócesis de Orense, Archidiócesis de Santiago de Compostela           | Orense                                    |        |
| Catedral de Tuy                                  | Virgen María                 | Diócesis de Tuy-Vigo, Archidiócesis de Santiago de Compostela         | Tuy (Pontevedra)                          |        |
| Concatedral de Vigo                              | Virgen María                 | Diócesis de Tuy-Vigo, Archidiócesis de Santiago de Compostela         | Vigo (Pontevedra)                         |        |
| Catedral Metropolitana de Sevilla                | Virgen María                 | Archidiócesis de Sevilla                                              | Sevilla                                   |        |
| Catedral Nueva de Cádiz                          | Santa Cruz                   | Diócesis de Cádiz y Ceuta, Archidiócesis de Sevilla                   | Cádiz                                     |        |
| Catedral Vieja de Cádiz                          | Santa Cruz                   | Diócesis de Cádiz y Ceuta, Archidiócesis de Sevilla                   | Cádiz                                     |        |
| Catedral de Ceuta                                | Virgen de la Asunción        | Diócesis de Cádiz y Ceuta, Archidiócesis de Sevilla                   | Ceuta                                     |        |
| Catedral de Córdoba                              | Virgen María                 | Diócesis de Córdoba, Archidiócesis de Sevilla                         | Córdoba                                   |        |
| Catedral de Huelva                               | Virgen de la Merced          | Diócesis de Huelva, Archidiócesis de Sevilla                          | Huelva                                    |        |
| Catedral de Jerez de la Frontera                 | San Salvador                 | Diócesis de Jerez de la Frontera, Archidiócesis de Sevilla            | Jerez de la Frontera (Cádiz)              |        |
| Catedral de Canarias                             | Santa Ana                    | Diócesis de Canarias, Archidiócesis de Sevilla                        | Las Palmas de Gran Canaria (Gran Canaria) |        |
| Catedral de San Cristóbal de La Laguna           | Virgen de los Remedios       | Diócesis de San Cristóbal de La Laguna, Archidiócesis de Sevilla      | San Cristóbal de La Laguna (Tenerife)     |        |
| Catedral Metropolitana de Tarragona              | Virgen María                 | Archidiócesis de Tarragona                                            | Tarragona                                 |        |
| Catedral de Gerona                               | Virgen María                 | Diócesis de Gerona, Archidiócesis de Tarragona                        | Gerona                                    |        |
| Catedral Nueva de Lérida                         | Virgen María                 | Diócesis de Lérida, Archidiócesis de Tarragona                        | Lérida                                    |        |
| Catedral Vieja de Lérida (Seo Vieja)             | Virgen María                 | Diócesis de Lérida, Archidiócesis de Tarragona                        | Lérida                                    |        |
| Catedral de Solsona                              | Virgen María                 | Diócesis de Solsona, Archidiócesis de Tarragona                       | Solsona (Lérida)                          |        |
| Catedral de Tortosa                              | Virgen María                 | Diócesis de Tortosa, Archidiócesis de Tarragona                       | Tortosa (Tarragona)                       |        |
| Catedral de la Seo de Urgel                      | Virgen María                 | Diócesis de Urgel, Archidiócesis de Tarragona                         | Urgel (Lérida)                            |        |
| Catedral de Vich                                 | San Pedro                    | Diócesis de Vich, Archidiócesis de Tarragona                          | Vich (Barcelona)                          |        |
| Catedral Metropolitana de Toledo                 | Virgen María                 | Toledo                                                                | Toledo                                    |        |
| Catedral de Albacete                             | San Juan Bautista            | Diócesis de Albacete, Archidiócesis de Toledo                         | Albacete                                  |        |
| Catedral de Ciudad Real                          | Virgen del Prado             | Diócesis de Ciudad Real, Archidiócesis de Toledo                      | Ciudad Real                               |        |
| Catedral de Cuenca                               | Virgen María y San Julián    | Diócesis de Cuenca, Archidiócesis de Toledo                           | Cuenca                                    |        |
| Catedral de Sigüenza                             | Virgen María                 | Diócesis de Sigüenza-Guadalajara, Archidiócesis de Toledo             | Sigüenza (Guadalajara                     |        |
| Concatedral de Guadalajara                       | Virgen María                 | Diócesis de Sigüenza-Guadalajara, Archidiócesis de Toledo             | Guadalajara                               |        |
| Catedral Metropolitana de Valencia               | Virgen María                 | Archidiócesis de Valencia                                             | Valencia                                  |        |
| Catedral de Ibiza                                | Virgen María                 | Diócesis de Ibiza, Archidiócesis de Valencia                          | Ibiza                                     |        |
| Catedral de Palma de Mallorca                    | Virgen María                 | Diócesis de Mallorca, Archidiócesis de Valencia                       | Palma de Mallorca                         |        |
| Catedral de Ciudadela                            | Virgen María                 | Diócesis de Menorca, Archidiócesis de Valencia                        | Ciudadela (Menorca)                       |        |
| Catedral de Orihuela                             | San Salvador                 | Diócesis de Orihuela-Alicante, Archidiócesis de Valencia              | Orihuela (Provincia de Alicante)          |        |
| Concatedral de Alicante                          | San Nicolás de Bari          | Diócesis de Orihuela-Alicante, Archidiócesis de Valencia              | Alicante                                  |        |
| Catedral de Segorbe                              | Virgen María                 | Diócesis de Segorbe-Castellón, Archidiócesis de Valencia              | Segorbe (Castellón)                       |        |
| Concatedral de Castellón                         | Virgen María                 | Diócesis de Segorbe-Castellón Archidiócesis de Valencia               | Castellón de la Plana                     |        |
| Catedral Metropolitana de Valladolid             | Virgen de la Asunción        | Archidiócesis de Valladolid                                           | Valladolid                                |        |
| Catedral de Ávila                                | San Salvador                 | Diócesis de Ávila, Archidiócesis de Valladolid                        | Ávila                                     |        |
| Catedral de Ciudad Rodrigo                       | Virgen María                 | Diócesis de Ciudad Rodrigo, Archidiócesis de Valladolid               | Ciudad Rodrigo (Salamanca)                |        |
| Catedral Nueva de Salamanca                      | Virgen de la Asunción        | Diócesis de Salamanca, Archidiócesis de Valladolid                    | Salamanca                                 |        |
| Catedral Vieja de Salamanca                      | Virgen María                 | Diócesis de Salamanca, Archidiócesis de Valladolid                    | Salamanca                                 |        |
| Catedral de Segovia                              | Virgen María                 | Diócesis de Segovia, Archidiócesis de Valladolid                      | Segovia                                   |        |
| Catedral de Zamora                               | Transfiguración del Salvador | Diócesis de Zamora, Archidiócesis de Valladolid                       | Zamora                                    |        |
| Catedral Metropolitana de Zaragoza               | San Salvador                 | Archidiócesis de Zaragoza                                             | Zaragoza                                  |        |
| Catedral Basílica del Pilar                      | Virgen del Pilar             | Archidiócesis de Zaragoza                                             | Zaragoza                                  |        |
| Catedral de Barbastro                            | Virgen de la Asunción        | Diócesis de Barbastro-Monzón, Archidiócesis de Zaragoza               | Barbastro (Huesca)                        |        |
| Concatedral de Monzón                            | Virgen María                 | Diócesis de Barbastro-Monzón, Archidiócesis de Zaragoza               | Monzón (Huesca)                           |        |
| Antigua Catedral de Roda de Isábena              | San Vicente                  | Diócesis de Barbastro-Monzón, Archidiócesis de Zaragoza               | Roda de Isábena (Huesca)                  |        |
| Catedral de Huesca                               | Virgen María                 | Diócesis de Huesca, Archidiócesis de Zaragoza                         | Huesca                                    |        |
| Catedral de Tarazona                             | Virgen de la Huerta          | Diócesis de Tarazona, Archidiócesis de Zaragoza                       | Tarazona (Zaragoza)                       |        |
| Catedral de Teruel                               | Virgen María                 | Diócesis de Teruel y Albarracín, Archidiócesis de Zaragoza            | Teruel                                    |        |
| Catedral de Albarracín                           | San Salvador                 | Diócesis de Teruel y Albarracín, Archidiócesis de Zaragoza            | Albarracín (Teruel)                       |        |
| Catedral Castrense                               | Santísimo Sacramento         | Archidiócesis castrense                                               | Madrid                                    |        |

### Anglicana
Catedrales de la Iglesia Episcopal Reformada en España:
| Catedral              | Advocación | Localidad | Imagen |
| --------------------- | ---------- | --------- | ------ |
| Catedral del Redentor | Redentor   | Madrid    |        |

### Ortodoxa Oriental
Catedrales del Patriarcado Ecuménico de Constantinopla:
| Catedral                                   | Advocación                    | Diócesis, archidiócesis               | Localidad | Imagen |
| ------------------------------------------ | ----------------------------- | ------------------------------------- | --------- | ------ |
| Catedral del Apóstol Andrés y San Demetrio | Apóstol Andrés y San Demetrio | Santa Metrópolis de España y Portugal | Madrid    |        |

Catedrales de la Iglesia ortodoxa de Rusia
| Catedral                | Advocación      | Diócesis, archidiócesis       | Localidad | Imagen       |
| ----------------------- | --------------- | ----------------------------- | --------- | ------------ |
| Iglesia de la Magdalena | María Magdalena | Diócesis de España y Portugal | Madrid    | Rusosmadrid2 |